# Micro Four Thirds

Micro-Four-Thirds-Logo

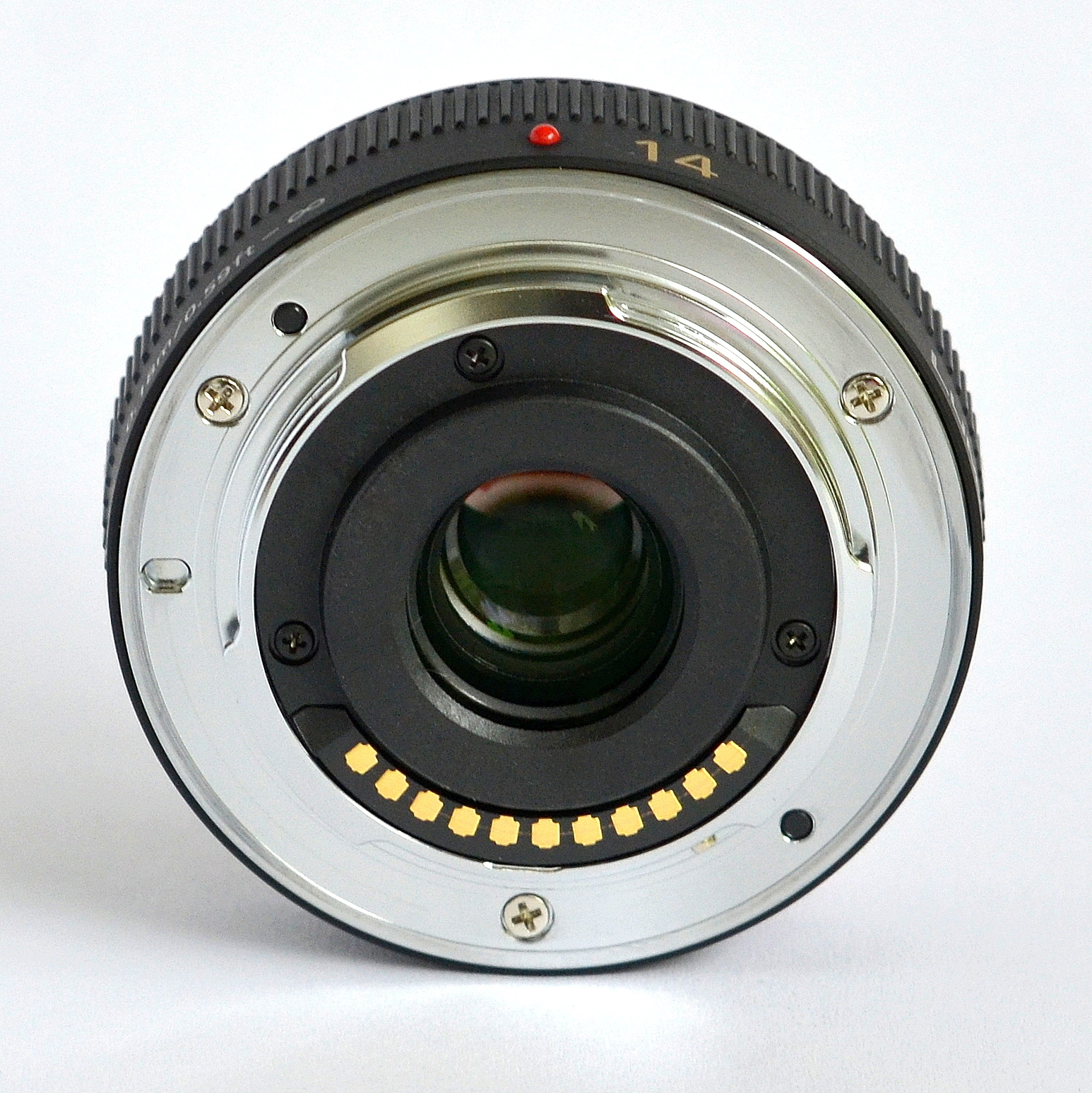
Objektivseitiger Anschluss (Panasonic)

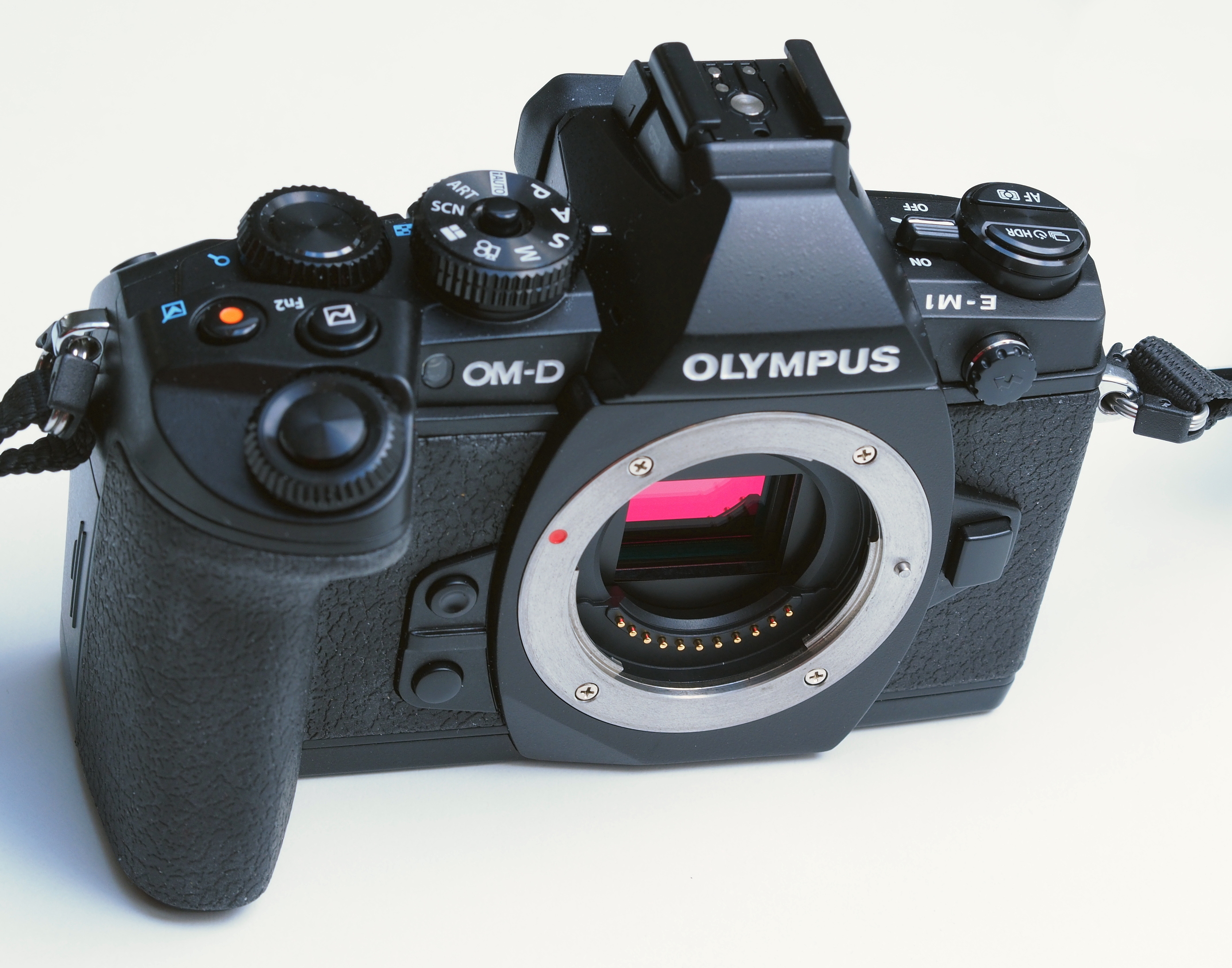
Kameraseitiger Anschluss (Olympus E-M1)

Micro Four Thirds (abgekürzt MFT oder µFT nach dem SI-Präfix µ für „mikro“) bezeichnet einen im Wesentlichen von den Unternehmen Panasonic und Olympus entwickelten, speziell auf digitale, spiegellose Systemkameras abgestimmten Standard für Systemkomponenten wie zum Beispiel Objektivanschlüsse oder Blitzlichtgeräte.
Der für andere Hersteller offene, allgemeine Standard definiert unter anderem die Sensormaße, das Objektivbajonett samt Kommunikationsprotokoll, den Bildkreis und das Auflagemaß (19,25 mm), aber auch optische Anforderungen wie den maximalen Winkel zwischen auf den Sensor treffenden Lichtstrahlen. Micro-Four-Thirds war der erste herstellerübergreifende Standard für ein spiegelloses digitales Kamerasystem und wird von über 40 Anbietern unterstützt (Stand 2023).

## Beschreibung
Anfang August 2008 wurde von Panasonic und Olympus als Weiterentwicklung des Four-Thirds-Standards für Spiegelreflexkamerasysteme der Systemstandard Micro Four Thirds für spiegellose Kameras vorgestellt. Mit diesem sind kompakte Kamerasysteme mit Wechselobjektiven möglich. Der neue Standard verwendet ein etwa halb so großes Auflagemaß, was praktisch keinen Einbauraum für eine Spiegelreflex-Mechanik mehr zulässt, jedoch bei hoher Bildqualität relativ kleine Bauformen für Systemkameras ermöglicht. Der Bajonettanschluss ist gegenüber Four Thirds bei unverändertem Sensorformat um 6 Millimeter enger. Four-Thirds-Objektive können mit einem Adapterring an Micro-Four-Thirds-Kameragehäusen weitergenutzt werden. Die Produktion von Four-Thirds-Objektiven wurde von Olympus 2017 eingestellt.
Der Wegfall des Schwingspiegels ermöglicht eine größere Freiheit bei der Objektivkonstruktion; vor allem im Weitwinkelbereich kann die Hinterlinse des Objektivs ähnlich wie bei Sucherkameras näher an den Sensor rücken, was zum Beispiel durch bildseitig telezentrisch abbildende Objektive zur Optimierung der Bildqualität ausgenutzt werden kann. Dies hat darüber hinaus zur Folge, dass Micro-Four-Thirds-Kameras sowohl für Stehbildaufnahmen als auch für Videoaufnahmen ausschließlich mit Live-View-Funktionen ausgestattet sind. Da keine zusätzlichen Sensoren vorgesehen sind, muss die automatische Scharfstellung (Autofokus) oder Motivanalyse (zum Beispiel Gesichtserkennung) gegebenenfalls mit Hilfe der Signale des Bildsensors gesteuert werden, wobei beliebige und variable Bildbereiche innerhalb des gesamten Bildes ausgewertet werden können.
Durch den Live-View-Betrieb ist es beispielsweise möglich, auf dem Bildschirm oder im elektronischen Sucher der Kameras Einstellhilfen wie Fokus-Peaking oder eine Softwarelupe für die Entfernungseinstellung, Echtzeit-Histogramme oder warnende Zebrastreifenmuster für die Belichtungseinstellung sowie virtuelle Wasserwaagen für die Bildausrichtung einzublenden.

### Sensorgröße

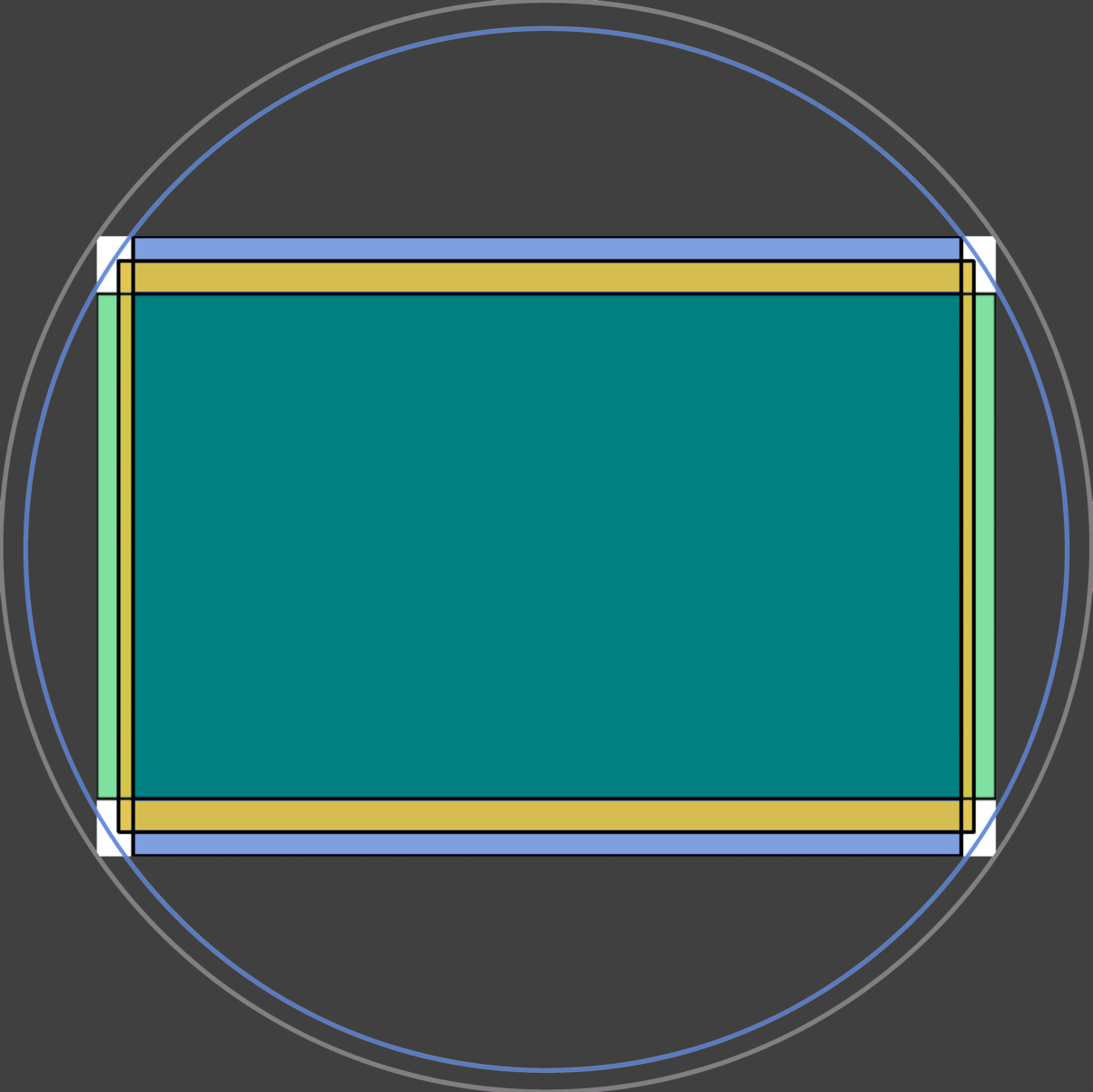
Optimierung durch Ausnutzung des vollen Bildkreises (blau) bei verschiedenen Bildseitenformaten:
16:9 (grün), 3:2 (orange), 4:3 (blau)
Einige Bildpunkte in den Ecken des Bildsensors werden üblicherweise nicht benutzt; der graue Bildkreis hat den Durchmesser der Sensordiagonale und kann bei Aufnahmen mit dem nativen Sensorformat verwendet werden.

Die Bezeichnung Four Thirds bezeichnet nicht die Sensorgröße, sondern entspricht der historischen Maßangabe von Bildaufnahmeröhren, die nicht nach der Sensorgröße, sondern nach dem Außendurchmesser der Röhre bezeichnet wurden.

#### Bilddiagonale
Die Bilddiagonale respektive der Bildkreisdurchmesser von Micro-Four-Thirds-Sensoren ist gleich groß wie beim Four-Thirds-Standard und beträgt mit 21,63 Millimetern exakt die Hälfte der Diagonale des Kleinbildformates (43,267 mm), was einem Formatfaktor von 2,0 entspricht. Die Normalbrennweite liegt somit bei 25 Millimetern. Diese Bildsensorgröße ist geringfügig kleiner als das Bild im 35-Millimeter-Kinotonfilm und erlaubt trotzdem noch einen Dauerbetrieb, ohne dass sich die Sensortemperatur durch die bei zunehmend großen Sensoren immer schwieriger werdende Sensorkühlung zu stark erhöht, was unabhängig von der Sensorgröße ein erhöhtes Dunkelstromrauschen zur Folge hat.
Die meisten Kameras haben einen Bildsensor mit einem Seitenverhältnis von 4:3 und einem optisch wirksamen Bereich von 17,31 mm × 12,98 mm (Fläche = 224,64 mm², Bildkreisdradius = 10,82 mm), wobei einige Kameragehäuse einen Multiformatsensor aufweisen, bei dem bei verschiedenen Bildseitenverhältnissen der volle Bildkreis ausgenutzt wird, wie zum Beispiel die Panasonic DMC-GH1 oder die DMC-GH2. Das ermöglicht für die Seitenverhältnisse 4:3 (4608 × 3456 Pixel, 17,31 mm × 12,98 mm), 3:2 (4752 × 3168 Pixel, 17,85 mm × 11,90 mm) und 16:9 (4976 × 2800 Pixel, 18,69 mm × 10,52 mm) die Nutzung der größtmöglichen Bilddiagonale (Angaben für die DMC-GH2).

#### Brennweite

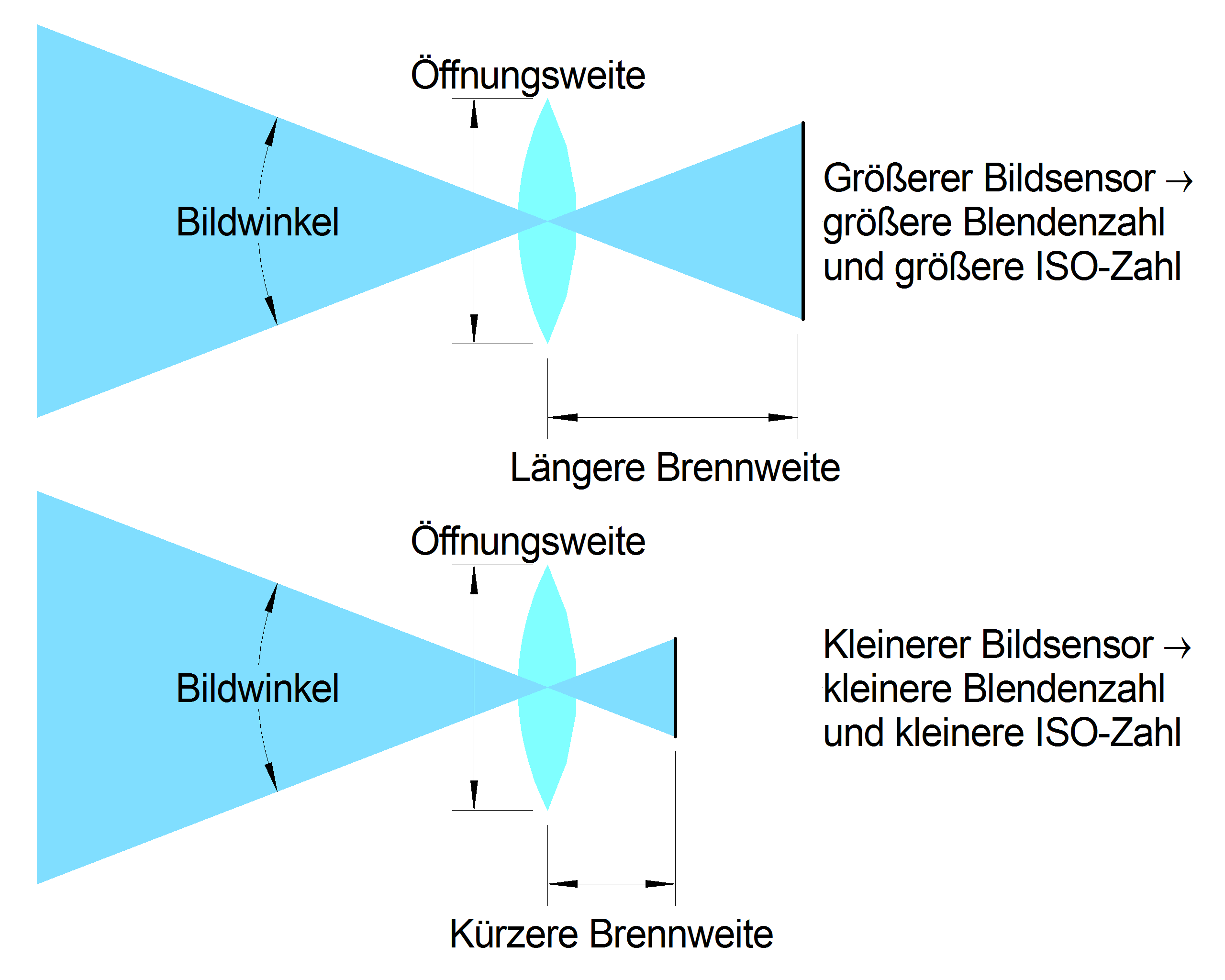
Äquivalente Brennweite, äquivalente Blendenzahl und äquivalente ISO-Zahl bei gleichem Bildwinkel, gleicher Öffnungsweite, gleicher Belichtungszeit und verschiedenen Bildsensorgrößen

Das Verhältnis zwischen den bei gleicher Objektivbrennweite abgebildeten Bildwinkeln unterschiedlicher Sensorformate heißt Formatfaktor oder Crop-Faktor. Der Crop-Faktor des Micro-Four-Thirds-Systems (Bildfläche 12,98 mm × 17,31 mm) im Verhältnis zum Kleinbildformat (24 mm × 36 mm) berechnet sich wie folgt:
{\displaystyle {\sqrt {\frac {24\cdot 36}{12{,}98\cdot 17{,}31}}}={\sqrt {\frac {864}{224{,}64}}}={\sqrt {3{,}846}}\approx 1{,}96\approx 2}
Verglichen mit dem Kleinbildsystem bildet daher das Micro-Four-Thirds-System bei halber Objektivbrennweite einen vergleichbaren Bildausschnitt ab.
Das Bild einer 600mm-Telebrennweite am Kleinbildsystem entspricht also dem eines 300mm-Objektivs an einer Micro-Four-Thirds-Kamera. Das ist nicht nur wesentlich leichter und kompakter, sondern auch erheblich preiswerter – insbesondere bei hohen Lichtstärken.

#### Blendenzahl
Bei der gleichen Öffnungsweite und gleichem Bildwinkel ergibt sich bei allen Kamerasystemen die gleiche Schärfentiefe und die gleiche relative Beugungsunschärfe. Dies bedeutet, dass die äquivalente Blendenzahl beim Micro-Four-Thirds-System halb so groß ist wie beim Kleinbildformat.
In diesem Fall ist wegen der kleineren Bildsensorfläche und dem gleichen Lichtstrom im Objektiv die Beleuchtungsstärke viermal so groß und die photometrische Lichtstärke in der Bildebene wegen des größeren Raumwinkels, der durch den ungefähr doppelt so großen, bildseitigen Öffnungswinkel des Objektivs beschrieben werden kann, etwa viermal kleiner. Daher resultiert auf dem Bildsensor die gleiche Leuchtdichte und somit auch der gleiche Belichtungswert für die Aufnahme. Wegen der halb so großen Blendenzahl muss die fotografische Abbildung mit einem Viertel der Belichtungszeit beziehungsweise bei gleicher Belichtungszeit jedoch mit einem Viertel der ISO-Lichtempfindlichkeit aufgenommen werden. Im letzteren Fall, also bei gleicher Belichtungszeit und mit variierendem Belichtungsindex, ergeben sich bei allen Kamerasystemen die gleiche Bewegungsunschärfe, und sie haben die gleichen Voraussetzungen für eine Bildstabilisierung.
Die folgende Tabelle zeigt beispielhaft einige äquivalente Bildparameter für einige gängige Bildsensorformate im Vergleich zu Micro Four Thirds:
| Bild- sensor- klasse | Brennweite bei Weitwinkelaufnahme (diagonaler Bildwinkel ≈ 75°) | Brennweite bei Normalwinkel (diagonaler Bildwinkel ≈ 47°) | Brennweite bei Teleaufnahme (diagonaler Bildwinkel ≈ 29°) | Blendenzahl bei gleicher Schärfentiefe und gleicher Beugungsunschärfe | Belichtungsindex (ISO-Wert) bei gleicher Belichtungszeit und gleicher Bewegungsunschärfe |
| -------------------- | --------------------------------------------------------------- | --------------------------------------------------------- | --------------------------------------------------------- | --------------------------------------------------------------------- | ---------------------------------------------------------------------------------------- |
| Nikon 1              | 10 mm                                                           | 18 mm                                                     | 31 mm                                                     | 1,7                                                                   | 100                                                                                      |
| Micro Four Thirds    | 14 mm                                                           | 25 mm                                                     | 42,5 mm                                                   | 2,4                                                                   | 200                                                                                      |
| APS-C                | 18 mm                                                           | 33 mm                                                     | 57 mm                                                     | 3,2                                                                   | 360                                                                                      |
| Vollformat           | 28 mm                                                           | 50 mm                                                     | 85 mm                                                     | 4,8                                                                   | 800                                                                                      |

### Kommunikation zwischen Kamera und Zubehör
Ein zentrales Merkmal des Systems sind intelligente Komponenten, welche über elektrische Kontakte untereinander über ein im Standard ebenfalls definiertes bidirektionales Protokoll kommunizieren. Alle elektronisch steuerbaren Micro-Four-Thirds-Objektive sind daher mit einem eigenen Hauptprozessor ausgestattet.
Auf diese Weise werden Informationen über Motiventfernung, Blendenwahl und Brennweite wie bei konkurrierenden Systemen elektronisch zwischen Kamera und Objektiv ausgetauscht. Ferner kann das Kameragehäuse ermitteln, welche manuellen Einstellungen am Objektiv vorgenommen wurden, wie zum Beispiel der Modus der Fokussierung (automatisch AF oder manuell MF) oder ob Bildstabilisator oder Makromodus am Objektiv ein- oder ausgeschaltet sind. Das Micro-Four-Thirds-System kann darüber hinaus aber auch individuelle Eigenschaften des Objektivs wie beispielsweise Kennlinien der chromatischen Aberration, der Verzeichnung oder der Vignettierung an die Kamera übertragen, was eine digitale Kompensation von Abbildungsfehlern ermöglicht.
Das System ist in der Lage, bis zu 240 digitale Bilddatensätze pro Sekunde zwischen Objektiv und Kameragehäuse zu übertragen (Stand 2013). Mit Einführung der Panasonic Lumix DC-GH5 im Frühjahr 2017 wurde für die automatische Entfernungseinstellung eine Auswertungsrate von 480 Bildern pro Sekunde erreicht.
Seit 2015 gibt es von Panasonic Produkte, bei denen die Bildstabilisierung im Objektiv mit der Bildstabilisierung im Kameragehäuse kombiniert werden kann (Dual IS = dual image stabilisation = zweifache Bildstabilisierung). Seit 2016 bietet auch Olympus diese Funktion unter der Bezeichnung Sync IS an (synchronised image stabilisation = synchronisierte Bildstabilisierung), die bei Teleaufnahmen eine Bildstabilisierung mit einer um bis zu 7,5 Blendenstufen verlängerten Belichtungszeit erlaubt.
Die Steuerung der im Objektiv eingestellten Objektweite vom Kameragehäuse aus erlaubt Funktionen wie Focus Bracketing (automatische Aufnahmen mit unterschiedlichen Objektweiten), Focus stacking (das automatische Zusammensetzen von Aufnahmen mit unterschiedlichen Objektweiten zur Erhöhung der Schärfentiefe) oder Post Focus (das nachträgliche Auswählen eines Bildes mit einer bestimmten Objektweite).

### Kompatibilität
Mit einem Adapter und durch die elektrische Kompatibilität ist zudem die Verwendung von Objektiven des Four-Thirds-Standards möglich, obwohl Micro Four Thirds mit elf Kontakten zwei mehr als der ältere Four-Thirds-Standard aufweist. Die zusätzlichen Kontakte werden für die Beschleunigung der Kommunikation zwischen Kameragehäuse und Objektiv verwendet, was insbesondere auch bei Videoaufnahmen wichtig sein kann.
Wegen des geringen Auflagemaßes von rund 20 Millimetern und der Verfügbarkeit von sehr vielen Objektivadaptern können sehr viele fotografische und cinematografische Objektive mechanisch an eine Micro-Four-Thirds-Kamera angeschlossen werden. Ferner können Kameras des Micro-Four-Thirds-Systems ohne großen Aufwand mit im Gehäuse liegenden Lochblenden versehen werden, die einen entsprechend großen Bildwinkel erfassen. Mit solchen Lochkameras mit entsprechend geringer Lichtstärke stehen die elektronisch aufgehellten Bilder dann in Echtzeit auf dem Bildschirm oder im elektronischen Sucher zur Verfügung, und es können damit nicht nur Stehbilder, sondern auch Videoclips aufgenommen werden.

## Zeitliche Entwicklung

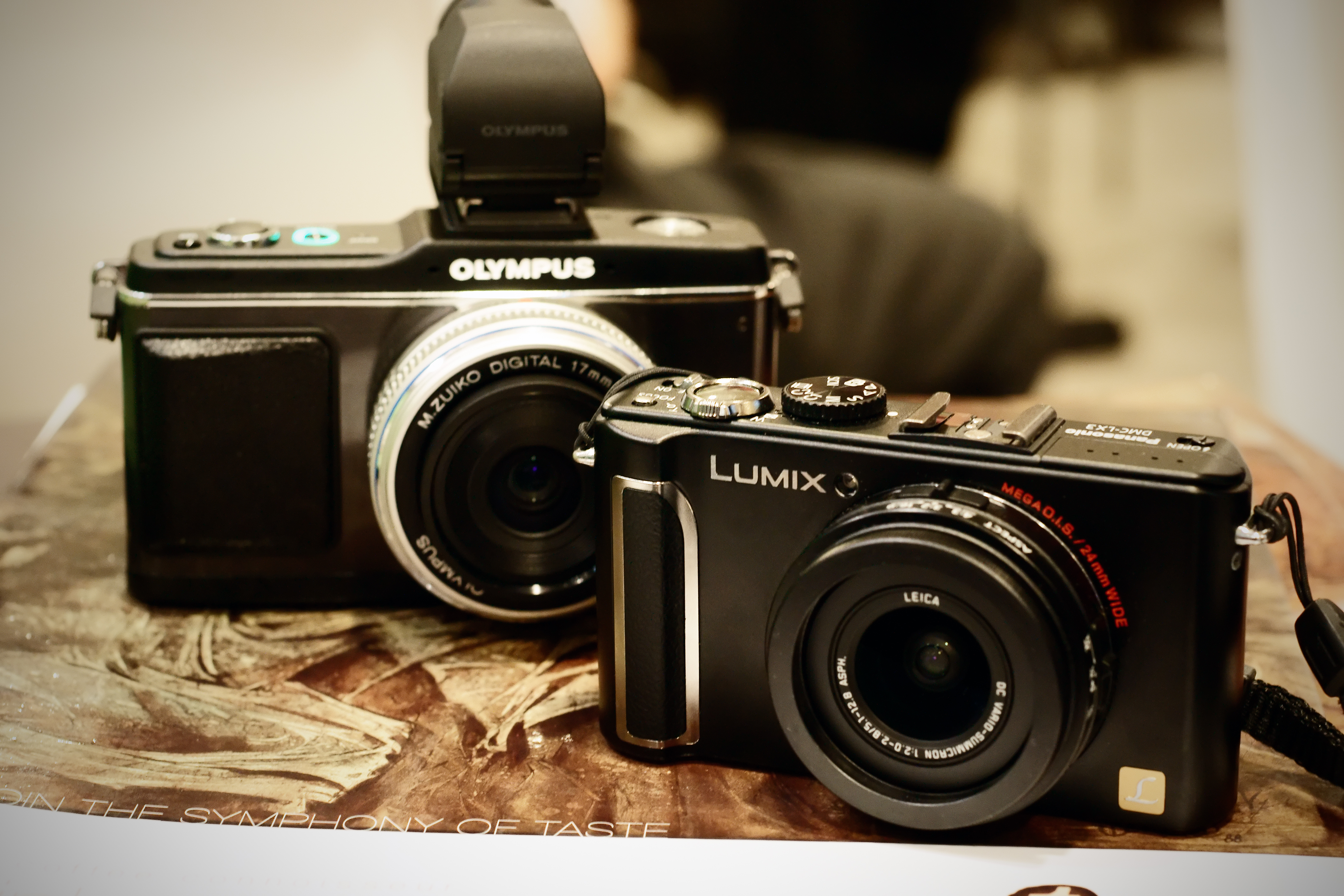
Micro-Four-Third-Kamera Olympus PEN E-P2 und zum Vergleich die Kompaktkamera Panasonic Lumix DMC-LX3

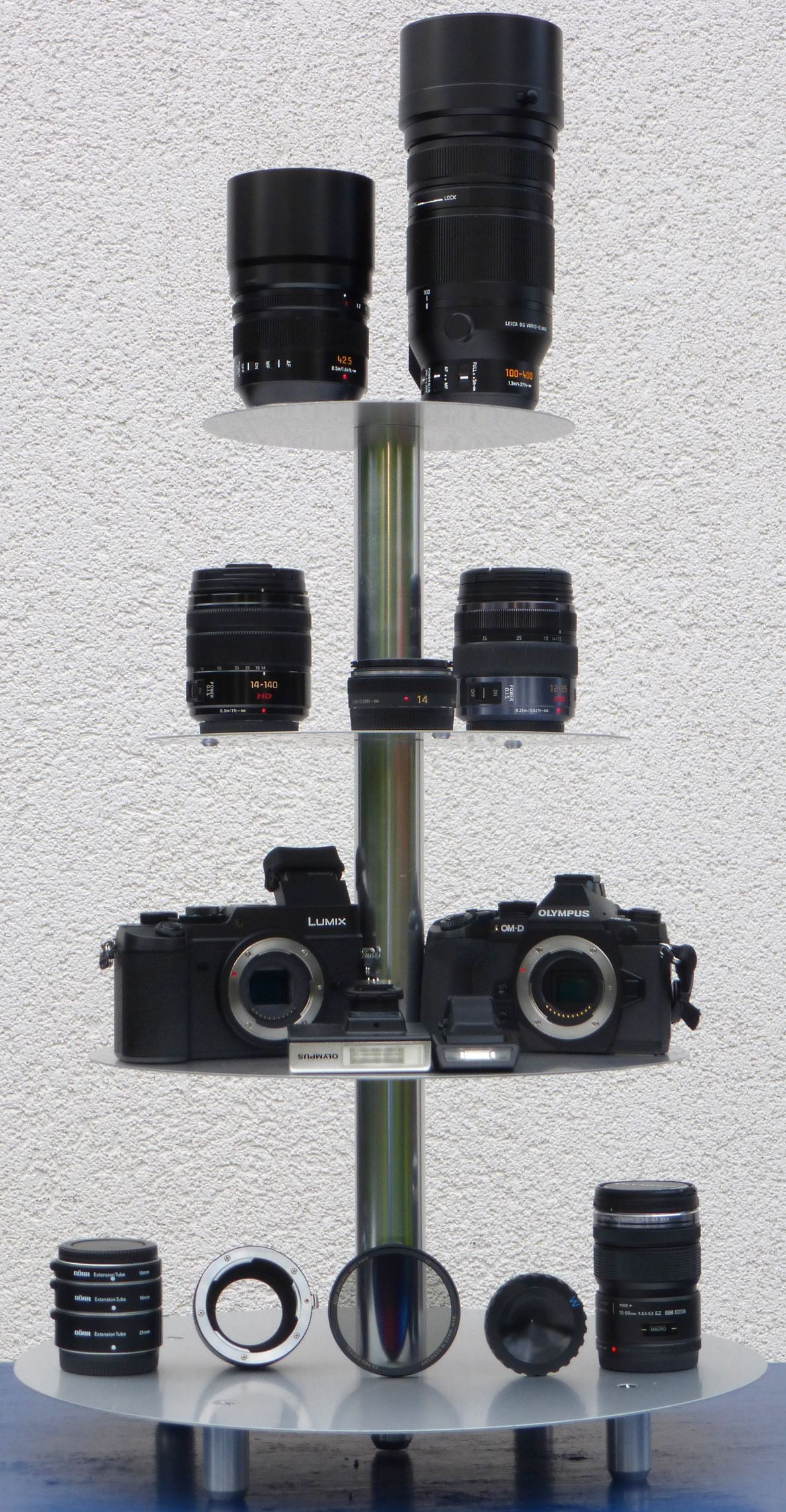
Einige Komponenten für das Micro-Four-Thirds-System (von links oben nach rechts unten): Portraitobjektiv Leica DG Nocticron 42,5 mit Streulichtblende, Telezoomobjektiv Leica DG Vario-Elmar 100-400 mit Streulichtblende, Superzoomobjektiv Lumix 14-140, Weitwinkelobjektiv Lumix G 14, Standardzoomobjektiv Lumix G X Vario 12-35, Kameragehäuse Panasonic Lumix DMC-GX8 mit schwenkbarem elektronischen Sucher, Kameragehäuse Olympus OM-D E-M1 mit fest eingebautem elektronischen Sucher, Systemblitzgerät Olympus, Aufsteckblitz Olympus, Dreiersatz Zwischenringe, mechanischer Bajonettadapter für Objektive das Kamerasystem Leica R, Polarisationsfilter, Lochblendenobjektiv, motorisches Zoomobjektiv mit Makrofunktion M.Zuiko Digital ED 12-50

Die erste Kamera, die 2008 für Micro Four Thirds vorgestellt wurde, war die Panasonic Lumix DMC-G1 aus der Lumix-G-Reihe. Diese noch stark an konventionelle Spiegelreflexkameras angelehnte Kamera verfügt über Live-View und einen elektronischen Sucher. Diese Art Kamera rechnet man inzwischen zu einer neuen Klasse, für die drei Bezeichnungen üblich sind: zum einen „EVIL“ (= electronic viewfinder, interchangeable lens, englisch für „elektronischer Sucher, Wechselobjektiv“), zum anderen „CSC“ (= compact system camera), zum dritten „DSLM“ (= Digital Single Lens Mirrorless). Im Deutschen wird auch häufig von „spiegellosen Systemkameras“ gesprochen.
Eine andere sehr kompakte Bauweise ohne eingebauten Sucher, die eher an klassische Kompaktkameras erinnert, wird mit der PEN-Serie von Olympus verwirklicht. 2009 kam das erste Olympus-Modell E-P1 auf den Markt, gefolgt vom ersten ähnlich gestalteten Panasonic-Modell aus der GF-Serie, die später in der GX-Serie fortgeführt wurde. Im gleichen Jahr wurde mit der Panasonic Lumix DMC-GH1 die erste Digitalkamera mit einem Full-HD-Videomodus mit 1920 × 1080 Bildpunkten vorgestellt.

### 2010er Jahre
2010 kamen Neuerungen mit den Nachfolgemodellen GH2 mit einer Bildrate von 60 Halbbildern pro Sekunde in Full HD und G2 mit berührungsempfindlichem Bildschirm. Im November wurde mit dem Panasonic AF100 dann auch der erste Camcorder des Kamerasystems eingeführt.
Ende 2011 wurde von Panasonic ein motorgetriebenes Zoomobjektiv eingeführt, mit dem bei Videoaufnahmen eine gleichmäßigere Brennweitenvariation möglich ist.
Im Februar 2012 stellte Kenko-Tokina das erste spiegelteleskopische Objektiv für das System vor. Mit einer festen Brennweite von 300 Millimetern verfügt das ultrakompakte und makrotaugliche Objektiv über die 12-fache Normalbrennweite.
Zeitgleich stellte Olympus mit der OM-D E-M5 seine erste Micro-Four-Thirds-Kamera mit fest eingebautem elektronischen Sucher aus der OM-D-Reihe vor, die zudem staub- und spritzwassergeschützt ist. Dieses Modell war als erste Systemkamera mit einem Fünf-Achsen-Bildstabilisierungssystem ausgestattet. Dieses System ist in der Lage, den Bildsensor während der Aufnahme zu verschieben, zu drehen und zu kippen.
Im selben Jahr wurde von der Firma Brenner Import- und Großhandels GmbH auf der photokina das erste Shift-Objektiv Shift Lens 4,5/15 mm MFT für das Micro-Four-Thirds-System gezeigt, das in Zusammenarbeit mit der Firma Voigtländer entstanden ist.
Der Micro-Four-Thirds-Standard ist auch für hochwertige Filmaufnahmen konzipiert worden. Durch die vergleichsweise kleine Bildsensorfläche ist es leichter möglich, die im Dauerbetrieb anfallende Verlustwärme am Bildsensor wegzuführen, die ein verstärktes Bildrauschen verursachen würde. Das im September 2012 vorgestellte Kameragehäuse Panasonic Lumix DMC-GH3 ist nicht nur für hochwertige Stehbildaufnahmen und komprimierte Videoclips konzipiert, sondern kann als erste Micro-Four-Thirds-Systemkamera auch als digitale Kinokamera für cinematographische Zwecke eingesetzt werden.

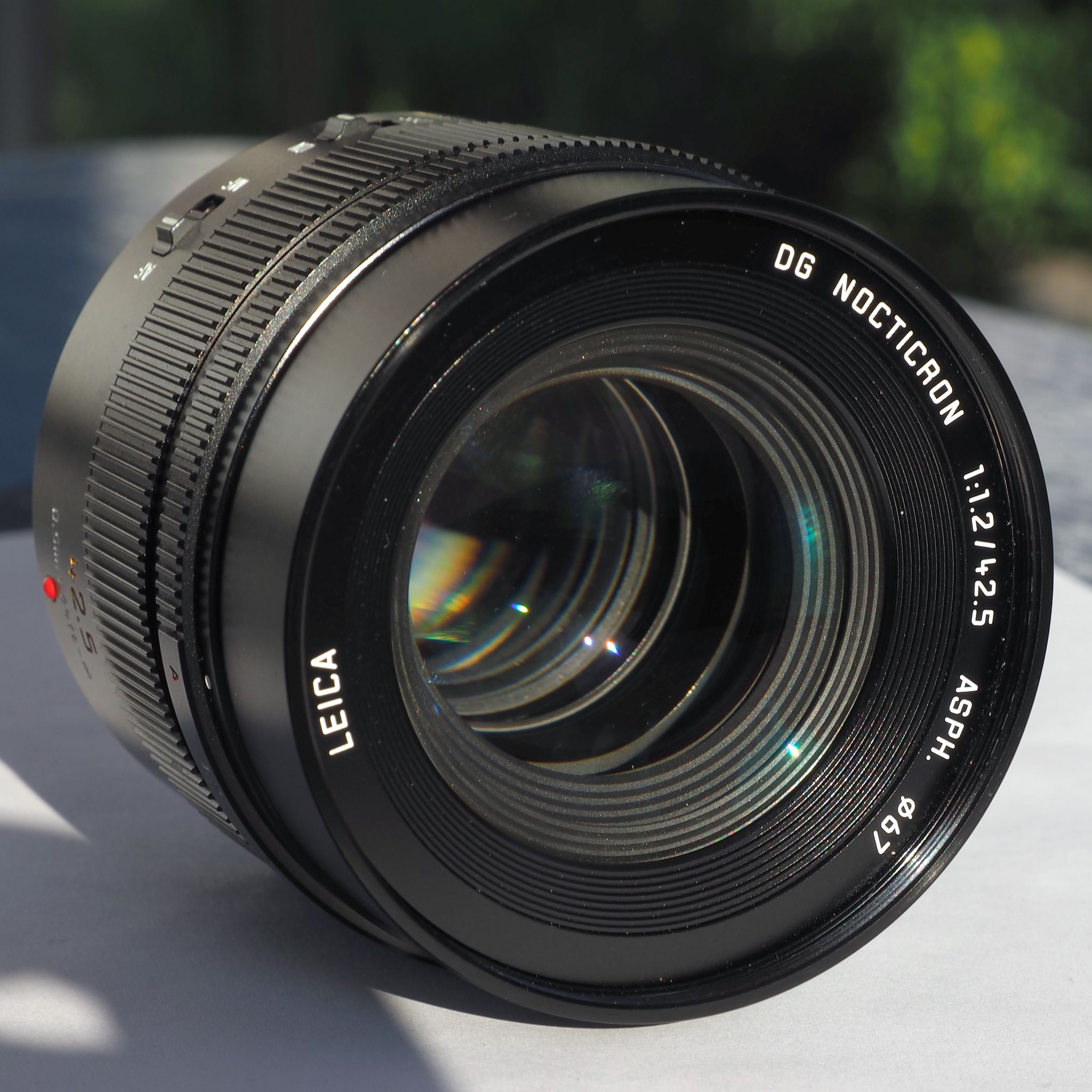
Sehr lichtstarkes korrigiertes Festbrennweitenobjektiv Leica DG Nocticron 1:1.2/42.5 Asphärisch

2013 wurde mit dem Panasonic Leica DG Nocticron mit 42,5 mm Brennweite das erste Objektiv des Kamerasystems aus der Leica-DG-Reihe mit einer minimalen Blendenzahl von 1,2 und Autofokus vorgestellt. Zudem verfügt das mit asphärischen Linsen optisch korrigierte Objektiv über einen optomechanischen Bildstabilisator, was es zum bis dahin lichtstärksten Objektiv mit integriertem Bildstabilisator gemacht hat. Ferner wurde die kleinste digitale Systemkamera GM1 vorgestellt.
Die Nachfolgerin der GH3 von 2014, die Panasonic Lumix DMC-GH4, war als erste Systemkamera in der Lage, Full-HD-Videos mit einer Datenrate von bis zu 200 Megabit pro Sekunde und 4K-Videos mit einer Datenrate von bis zu 100 Megabit pro Sekunde aufzunehmen.
Im Sommer 2015 wurde von Olympus das erste Fischaugenobjektiv vorgestellt, das mit einer minimalen Blendenzahl von 1,8 betrieben werden kann. Das lichtstarke, sehr weitwinklige und wetterfeste Objektiv hat eine Brennweite von 8 Millimetern, ist mit einer Autofokusfunktion ausgestattet und kann mit dem dazugehörigen Zusatzgehäuse auch Unterwasser eingesetzt werden. Olympus führte beim Kameragehäuse Olympus OM-D E-M5 Mark II die „Pixel-Shift-Funktion“ ein, bei der der für die Bildstabilisierung beweglich gelagerte Bildsensor während einer Bilderserie geringfügig verschoben wird, um bei unbewegten Motiven mit einem automatisch zusammengefügten Bild die Bildqualität zu verbessern. DJI stellte mit den beiden Modellen Zenmuse X5 und X5R die ersten Drohnen mit kombiniertem Systemkameragehäuse vor. Das Kameragehäuse Panasonic Lumix DMC-GX8 erlaubt es, im Dual-IS-Modus (IS = image stabilisation = Bildstabilisierung) die optomechanischen Bildstabilisierungen von Kameragehäuse und Objektiv zu kombinieren. Ältere Objektive des Kamerasystems benötigen allerdings eine Aktualisierung der Firmware, um diese Funktion unterstützen zu können. Olympus führte mit einer Aktualisierung der Firmware für ausgewählte Kameragehäuse und Objektive zur Vergrößerung der Schärfentiefe insbesondere bei Nahaufnahmen die Fokus-Stacking-Funktion ein.
Im Mai 2016 wurde das langbrennweitige Telezoomobjektiv Panasonic Leica DG Vario-Elmar 100–400 mm auf den Markt gebracht, das ebenfalls die Dual-IS-Funktion unterstützt. Bei der maximalen Brennweite kann trotz des geringen Bildwinkels von nur 3 Grad selbst bei verhältnismäßig langen Belichtungszeiten von einer Zehntelsekunde aus freier Hand und ohne Stativ verwackelungsfrei fotografiert werden. Im April wurde das Kamerasystem von DJI Innovations um den mit einer Hand zu haltenden Gimbal Osmo ergänzt. Dabei handelt es sich um einen Handgriff mit einer kardanischen Aufhängung für die in den Drohnen des Anbieters bereits eingesetzten Kameragehäuse, mit dem die Kamera mit Strom versorgt, eingestellt, in ihrer Aufnahmerichtung gesteuert und gegen Verwacklungen stabilisiert werden kann. Das Kameramodell Olympus OM-D E-M1 Mark II wurde Ende 2016 eingeführt und schafft bis zu 18 Rohdaten-Serienaufnahmen mit automatischer Nachführung der Entfernungseinstellung.
Der Anbieter Entaniya führte 2017 drei lichtstarke Fischaugenobjektive der Serie „Fisheye 250 MFT“ in den Markt ein, die einen extrem großen Bildwinkel von 250° erfassen. Die im März 2017 eingeführte Panasonic Lumix DC-GH5 zeichnet sich bei Videoaufnahmen auf entsprechend schnellen SDXC-Speicherkarten durch eine zeitlich unbegrenzte Datenübertragungsrate von bis zu 400 Megabit pro Sekunde mit einer Farbunterabtastung von 4:2:2 und einer Bittiefe von 10 Bit aus. Die Ende 2017 in den Handel gekommene Panasonic Lumix DC-G9 verfügt als Neuerungen über ein vergleichsweise großes Sucherbild, eine Flüssigkristall-Status-Anzeige auf der Gehäuseoberseite, einen hochauflösenden Modus für 80-Megabyte-Bilder im Rohdatenformat, zwei UHS-II-kompatible Steckplätze für SD-Speicherkarten sowie einen 6k-Fotomodus mit 18 Megapixel und 30 Einzelaufnahmen pro Sekunde.

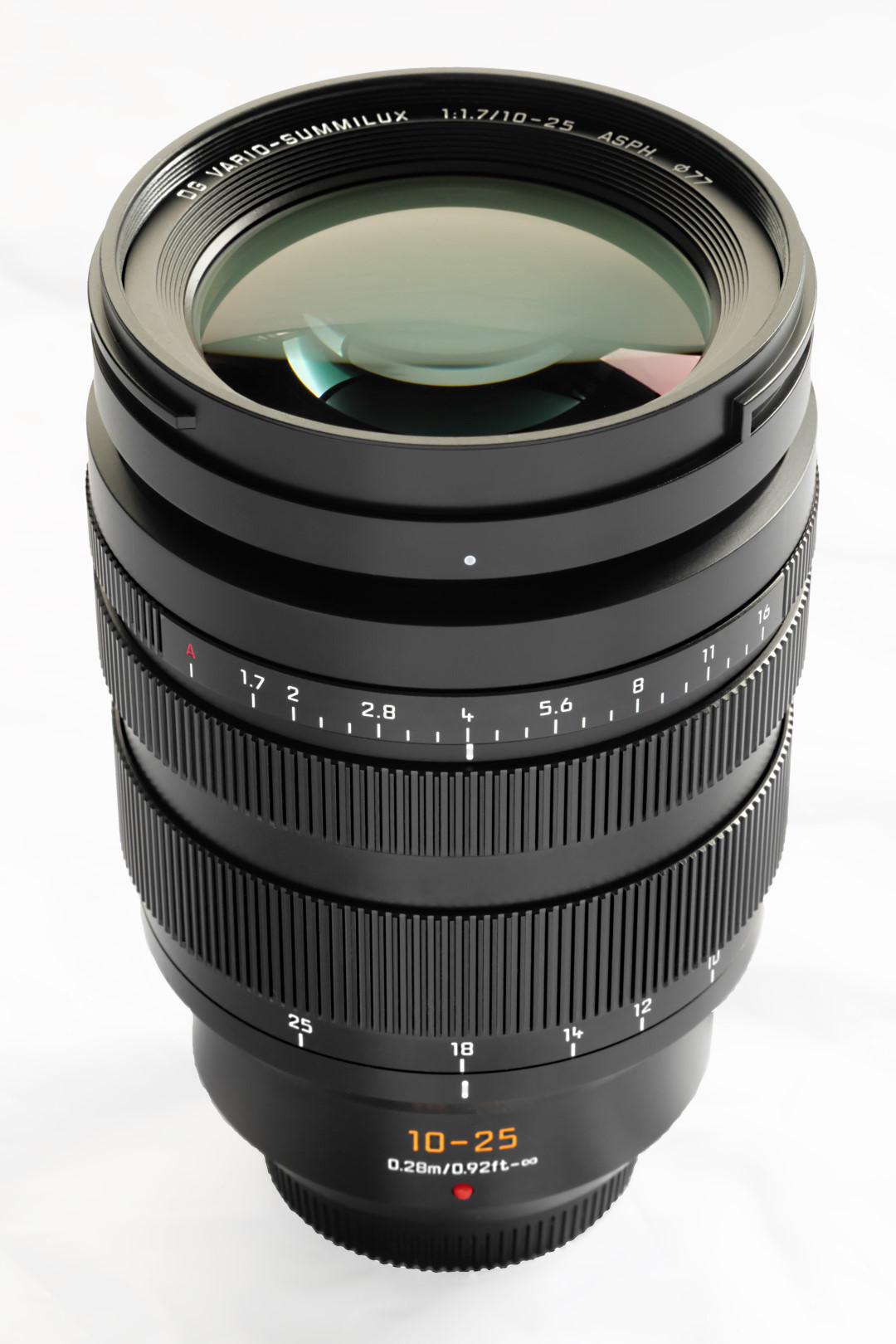
Panasonic Leica DG Vario-Summilux 10-25 mm f/1,7 (H-X1025). Das weltweit erste Zoomobjektiv mit einer durchgehenden Lichtstärke von 1,7. Der 2,5-fache Zoombereich reicht von Superweitwinkel (10 Millimeter) bis Normalbrennweite (25 Millimeter).

Das Anfang 2018 auf den Markt gebrachte Kameragehäuse Panasonic Lumix DC-GH5S hat mit seinem Bildsensor mit 10 Megapixel Bildauflösung und zweifacher nativer Bildsensorempfindlichkeit zwar eine vergleichsweise niedrige Auflösung, kann aber Aufnahmen mit einem Belichtungsindex von bis zu ISO 51200 (im erweiterten Modus bis zu ISO 204800) aufnehmen. Der Objektivanbieter Venus Optics stellte sein 135 Gramm schweres Fischaugenobjektiv Laowa 4 mm f/2,8 mit einem Bildwinkel von 210° vor. Panasonic kündigte mit dem Leica DG Vario-Summilux 10-25 mm f/1,7 die Entwicklung des lichtstärksten Zoomobjektivs für ein digitales Kamerasystem mit durchgehender Lichtstärke 1,7 und Autofokus an.

### 2020er Jahre

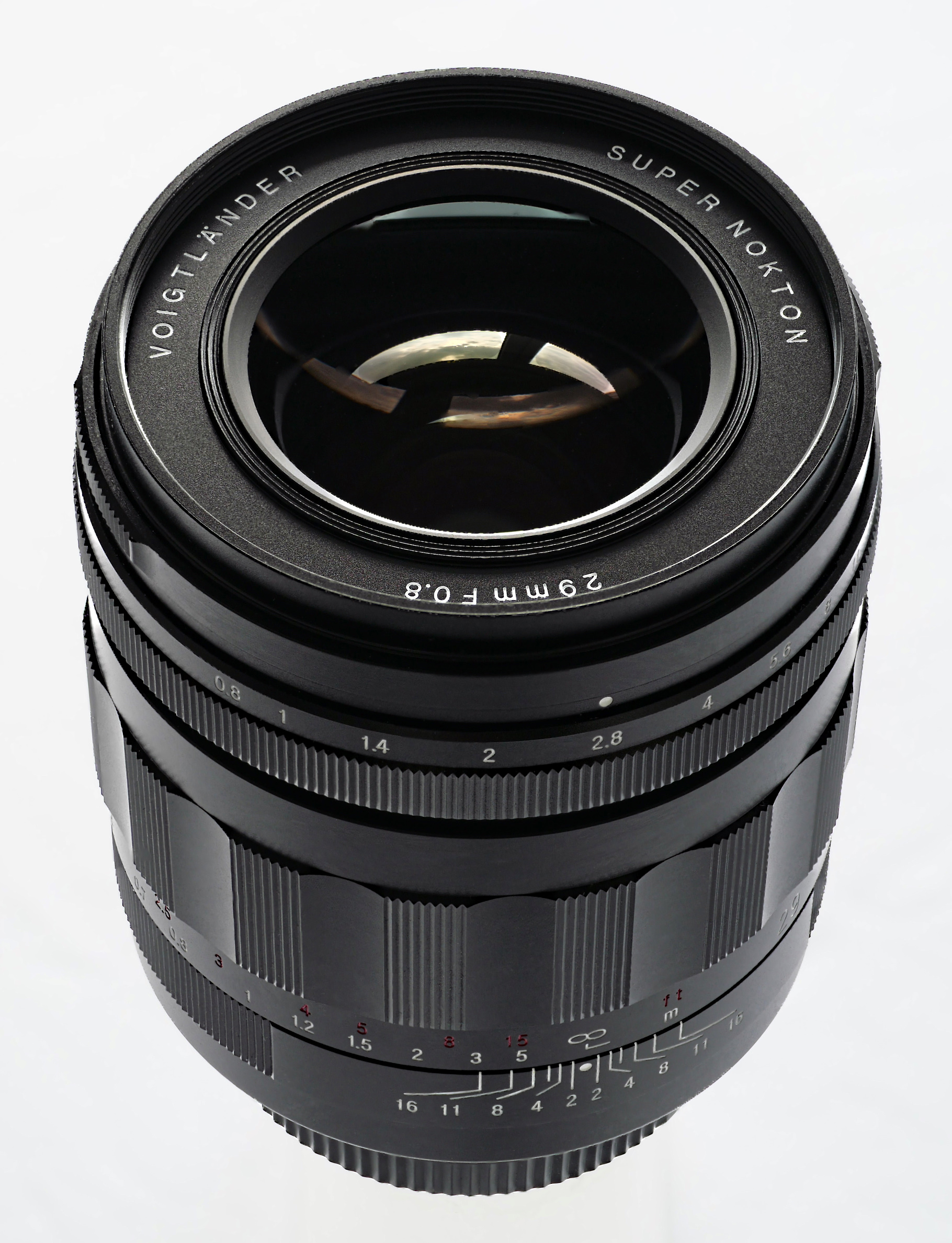
Super Nokton 29 mm F0,8

Bereits im Februar 2019 hatte Sharp den professionellen Camcorder 8C-B60A mit einer Bildauflösung von 8K und einer Bildwiederholrate von 60 Bildern pro Sekunde angekündigt, der 2021 auf den Markt gebracht werden soll.
Ende 2020 kündigte der japanische Hersteller Cosina unter der Handelsmarke Voigtländer die Produktion des extrem lichtstarken Objektivs Super Nokton 29 mm F0,8 an, das eine Lichtstärke von 0,8 bietet. Es ist damit das lichtstärkste serienmäßig hergestellte Objektiv der Welt. Im Dezember erhielt das Camcorder-Gehäuse Panasonic Lumix BGH1 vom Filmproduzenten Netflix die Zulassung für die Verwendung als Hauptkamera für die Filmproduktionen. Ende des Jahres wurde mitgeteilt, dass das britische Unternehmen Photogram AI  in das Micro Four Thirds Konsortium aufgenommen wurde, welches Hard- und Software aus dem Bereich der künstlichen Intelligenz für seine Alice Camera entwickelt.
Im Juli 2021 wurde von Panasonic mit dem Leica DG Vario-Summilux 25-50 mm / F1.7 ASPH das weltweit lichtstärkste digitale Telezoomobjektiv für ein spiegelloses Kamerasystem mit einer durchgehenden Lichtstärke von 1,7 angekündigt. Die kürzeste Brennweite liegt bei der Normalbrennweite, es hat einen zweifachen Zoombereich und verfügt als erstes Teleobjektiv des Micro-Four-Thirds-Systems von Panasonic über keinen eingebauten Bildstabilisator.

## Auszeichnungen
Mehrere Komponenten des Kamerasystems wurden mit Auszeichnungen gewürdigt.

### EISA-Awards

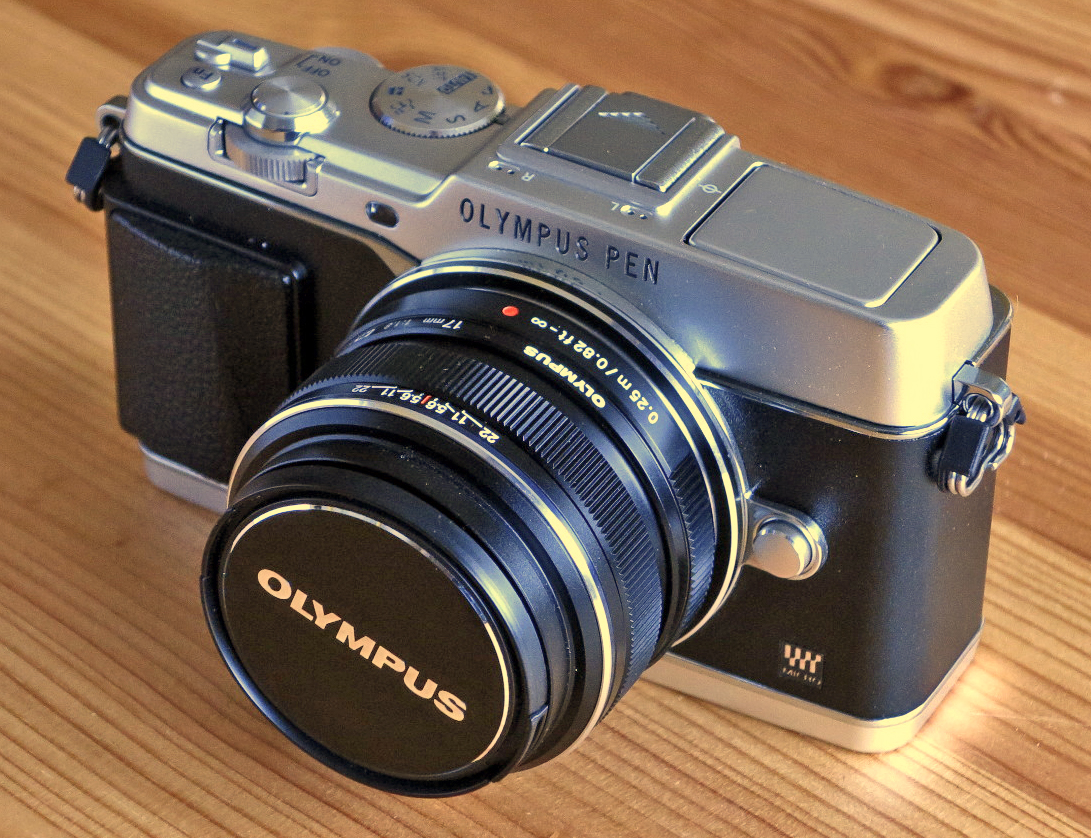
Olympus Pen E-P5

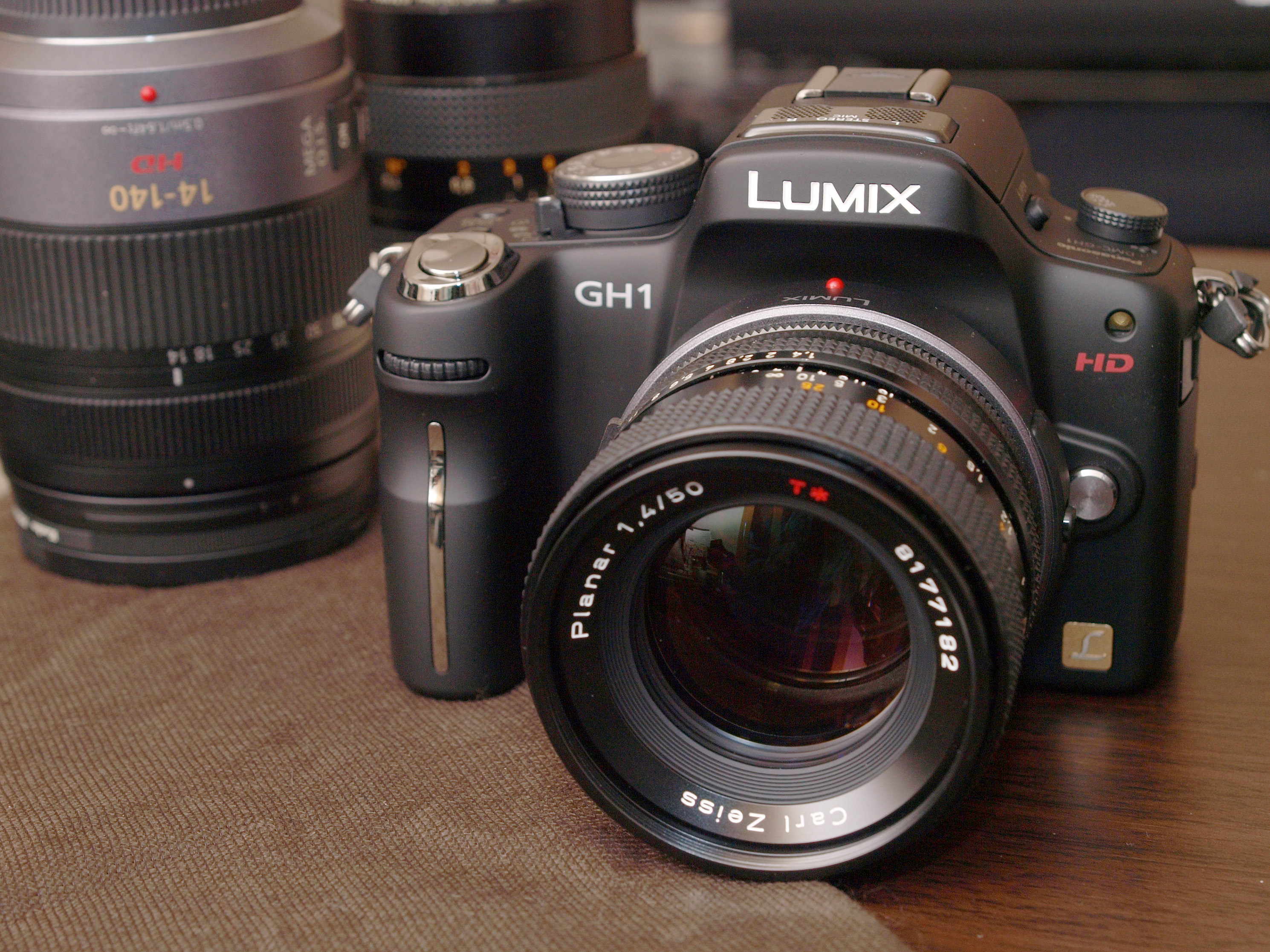
Panasonic Lumix DMC-GH1, erste Digitalkamera mit Full HD Videoauflösung

Die EISA-Awards werden von der European Imaging and Sound Association (EISA) vergeben.:
- Panasonic Lumix DC-GH5S: Photo & Video Camera 2018–2019[64]
- Olympus M.Zuiko Digital ED 12–100 mm F4.0 IS Pro: Compact System Zoom Lens 2017–2018[65]
- Panasonic Lumix DC-GH5: Photo & Video Camera 2017–2018[66]
- Panasonic Dual I.S. System: European Photo Innovation 2016–2017
- Olympus OM-D E-M10 Mark II: European Consumer Compact System Camera 2016–2017
- Olympus M.Zuiko Digital ED 40–150 mm f/2,8 Pro: European Professional Compact System Lens 2015–2016
- Olympus OM-D E-M5 Mark II: European Prosumer Compact System Camera 2015–2016
- Panasonic Lumix DMC-G7/G70: European Photo & Video Camera 2015–2016
- Olympus M.Zuiko Digital ED 12–40 mm f/2,8: European Compact System Zoom Lens 2014–2015
- Olympus OM-D E-M10: European Consumer Compact System Camera 2014–2015
- Panasonic Lumix DMC-GH4: European Photo & Video Camera 2014–2015
- Olympus PEN E-P5: European Advanced Compact System Camera 2013–2014
- Panasonic Lumix G Vario 14–140 mm f/3,5–5,6: European Compact System Zoom Lens 2013–2014
- Panasonic Lumix DMC-GH3: European Photo-Video Camera 2013–2014
- Olympus OM-D E-M5: European Compact System Camera 2012–2013
- Panasonic Lumix G X Vario 12–35 mm f/2,8 Asph.: Compact System Lens 2012–2013
- Panasonic Lumix DMC-G3: European Compact System Camera 2011–2012
- Olympus M.Zuiko Digital ED 9–18 mm f/4,0–5,6: European Micro System Lens 2010–2011
- Panasonic Lumix DMC-G2: European Multimedia Camera 2010–2011
- Olympus PEN E-P1: European Camera 2009–2010
- Panasonic Lumix DMC-GH1: European Multimedia Camera 2009–2010

### TIPA-Awards

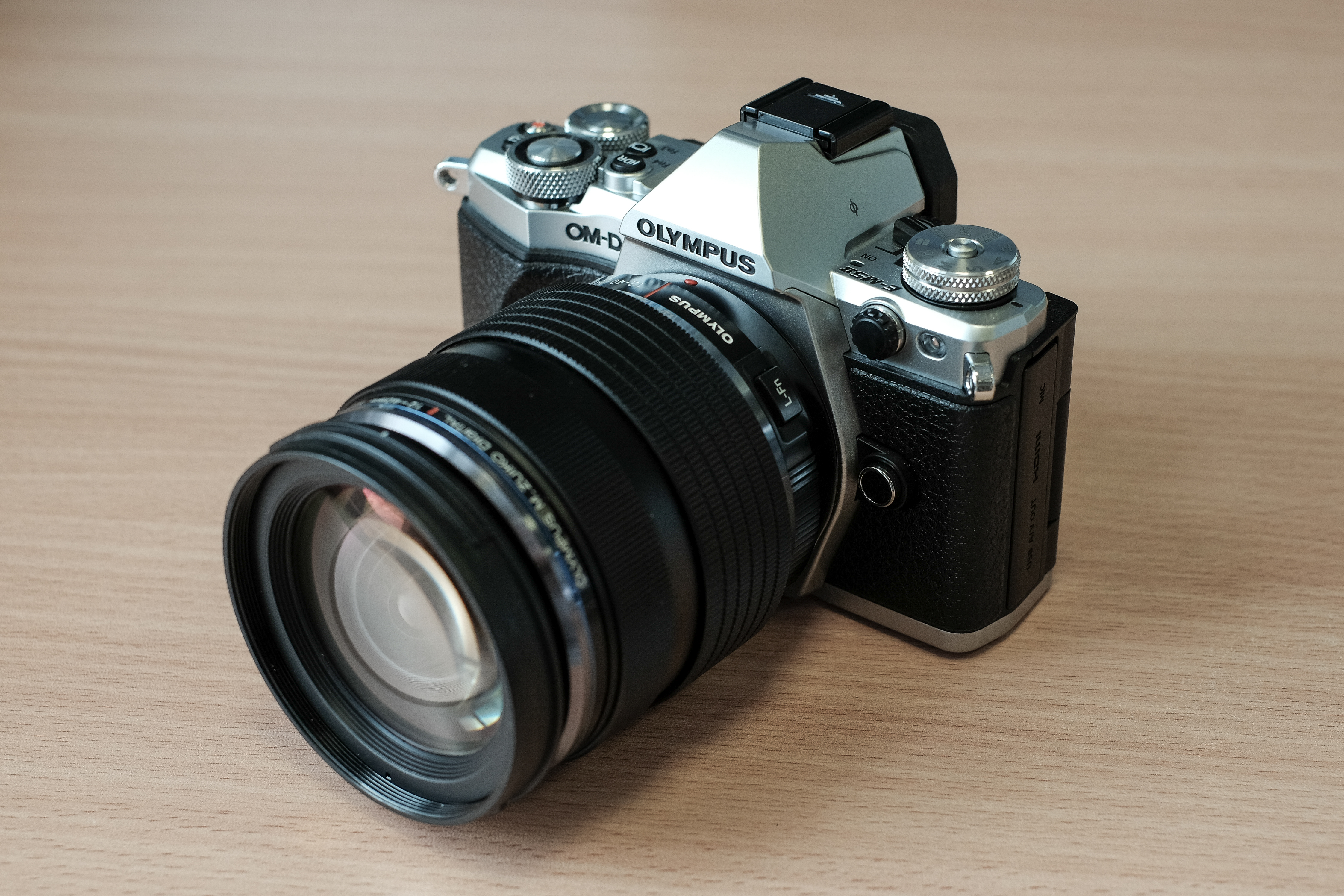
Olympus OM-D E-M5 II

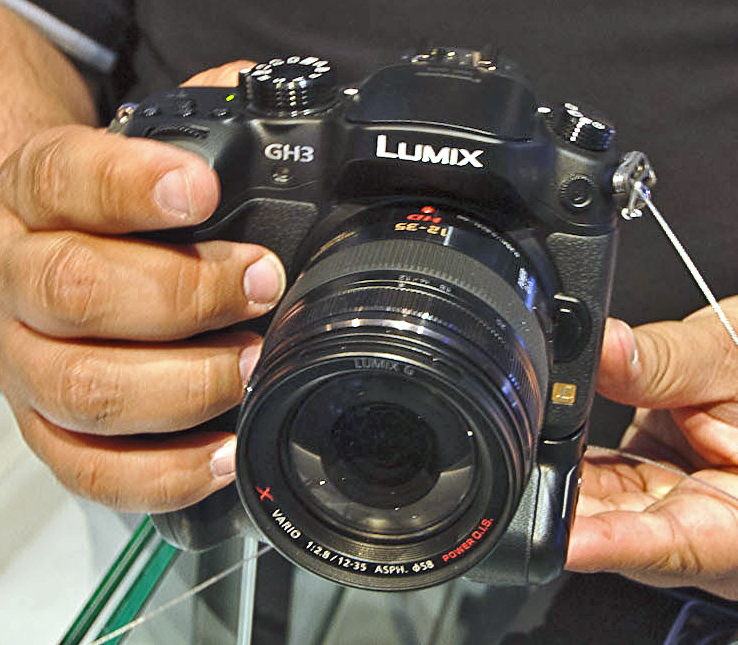
Das für hochwertige Videoaufnahmen geeignete Modell Panasonic Lumix DMC-GH3

Die TIPA-Awards werden vom Fotopresseverband Technical Image Press Association (TIPA) vergeben:
- Panasonic Leica DG Vario-Summilux 10–25 mm / F1.7 asph: bestes Micro-Four-Thirds-Objektiv (2020)[68]
- Olympus OM-D E-M1X: beste professionelle MFT-Kamera (2019)[69]
- Panasonic Lumix DC-GH5S: beste professionelle Foto-/Videokamera (2018)[70]
- Panasonic Lumix DC-G9: beste professionelle, spiegellose kompakte Systemkamera (2018)[71]
- Olympus OM-D E-M1 Mark II: beste professionelle, spiegellose kompakte Systemkamera (2017)[72]
- Panasonic Lumix G X Vario 12–35 mm / F2.8 II Asph. Power O.I.S.: bestes Standardzoomobjektiv für kompakte Systemkameras (2017)[72]
- Olympus M.Zuiko Digital ED 12–100 mm 1:4.0 IS Pro: bestes Telezoomobjektiv für kompakte Systemkameras (2017)[72]
- Panasonic Lumix DC-GH5: beste professionelle Foto-/Videokamera (2017)[72]
- Olympus OM-D E-M10 Mark II: beste spiegellose kompakte Systemkamera (2016)
- Panasonic LUMIX G 25 mm f/1,7 Asph.: bestes Einstiegsobjektiv für kompakte Systemkameras (2016)
- Olympus M.Zuiko Digital ED 7–14 mm f/2,8 Pro: bestes Weitwinkel-Zoomobjektiv für kompakte Systemkameras (2016)
- Olympus OM-D E-M5 Mark II: beste kompakte Systemkamera (2015)
- Panasonic Lumix DMC-GM5: beste kompakte Systemkamera für fortgeschrittene Anwender (2015)
- Olympus OM-D E-M10: beste kompakte Einstiegskamera (2014)
- Olympus M.Zuiko Digital ED 14–42 mm f/3,5–5,6 EZ: bestes Einstiegsobjektiv für kompakte Systemkameras (2014)
- Panasonic Lumix DMC-GH4: beste hybride Foto-Video-Kamera (2014)
- Olympus PEN E-PL5: Beste kompakte Systemkamera im Einstiegssegment (2013)
- Panasonic Lumix DMC-GH3: beste kompakte Systemkamera für professionelle Anwender (2013)
- Olympus PEN E-PL3: beste kompakte Systemkamera im Einstiegssegment (2012)
- Olympus M.Zuiko Digital ED 12 mm 1:2,8 Pro, bestes Objektiv mit fester Brennweite für spiegellose Systeme (2012)
- Panasonic Lumix DMC-GH2: beste kompakte Systemkamera für Experten (2012)
- Panasonic Lumix GX1: beste kompakte Systemkamera für fortgeschrittene Anwender (2012)
- Olympus M.Zuiko Digital ED 12 mm f/2,0: bestes Festbrennweitenobjektiv für kompakte Systemkameras (2012)
- Panasonic LUMIX G X Vario PZ 14–42 mm: bestes Experten-Objektiv für kompakte Systemkameras (2012)
- Panasonic Lumix DMC-G2: beste kompakte Systemkamera für fortgeschrittene Anwender (2010)
- Olympus Pen E-PL1: beste kompakte Systemkamera im Einstiegssegment (2010)
- Panasonic Lumix G Serie: beste Design-Innovation (2009)

## Kritik
Es wird kritisiert, dass das Zusammenspiel zwischen Objektiven und Kameragehäusen verschiedener Anbieter in einigen Fällen eingeschränkt ist. So wird zum Beispiel die Einstellung des Blendenrings an einem Objektiv von Panasonic von einem Olympus-Kameragehäuse oder die Funktionstaste an einem Olympus-Objektiv von einem Panasonic-Kameragehäuse nicht berücksichtigt. Ferner funktioniert die Synchronisation der Bildstabilisatoren von Objektiven und Kameragehäusen nur bei Geräten desselben Anbieters. Außerdem bietet Olympus nur wenige Objektive mit Bildstabilisator an.

## Unterstützer
Die folgenden Hersteller und Anbieter unterstützen den Micro-Four-Thirds-Standard:
- 3db Hardware Technology
- Agrowing
- Alice Camera
- Astrodesign
- Autel Robotics
- Birger Engineering
- Blackmagic Design
- BOSMA
- Carl Zeiss
- Cosina
- Dahua Technology
- DJI Innovations
- DZOFILM (Shenzhen Dongzheng Optical Technology)
- Eastman Kodak
- Entaniya
- eyemore
- Flovel
- Fujifilm
- GKUVision Technology
- INNYA
- JCD Optical Corporation
- JK Imaging
- JVC Kenwood,
- Kenko Professional Imaging
- Komamura
- Kōwa
- Leica Camera
- Mediaedge[78]
- nac Image Technology
- Novoflex
- Olympus
- OM Digital Solutions
- Panasonic
- Photron
- PowerVision
- Qtechnology
- Samyang Optics
- Sanyo
- Sharp[79]
- Shenzhen ImagineVision Technology
- Sigma
- Sirui Optical Co., Ltd.[80]
- SVS-Vistek
- Tamron (Kenko)
- Tokina
- Tomytec
- TTArtisan (Shenzhen Mingjiang Optical Technology)[81]
- Venus Optics (Laowa)[78]
- ViewPLUS
- Xacti
- Xiaoyi Shanghai Technology (Yi)
- Xiamen Meitu Mobile Technology[82]
- Voigtländer
- Yongnuo[78]

Neben diesen Firmen haben auch weitere Unternehmen der Optikindustrie Patente für Objektive dieses Kamerasystems angemeldet, wie zum Beispiel Canon, Konica Minolta oder Ricoh.
Die Jos. Schneider Optische Werke beendeten im Jahr 2015 ihre Pläne zur Produktion von Micro-Four-Thirds-Objektiven.

## Kameragehäuse
Für die von Panasonic angebotenen professionellen, hochauflösenden Camcorder für das Micro-Four-Thirds-System gibt es spezielle für den Einsatz am Filmset konzipierte Objektive und Hilfsmittel.
Eine Übersicht aller aktuell angebotenen Kameragehäuse findet man auf den Produktseiten des Four-Thirds-Konsortiums. Im Folgenden sind Kameramodelle nach dem Micro-Four-Thirds-Standard in der Reihenfolge ihrer Vorstellung in der Öffentlichkeit aufgeführt:

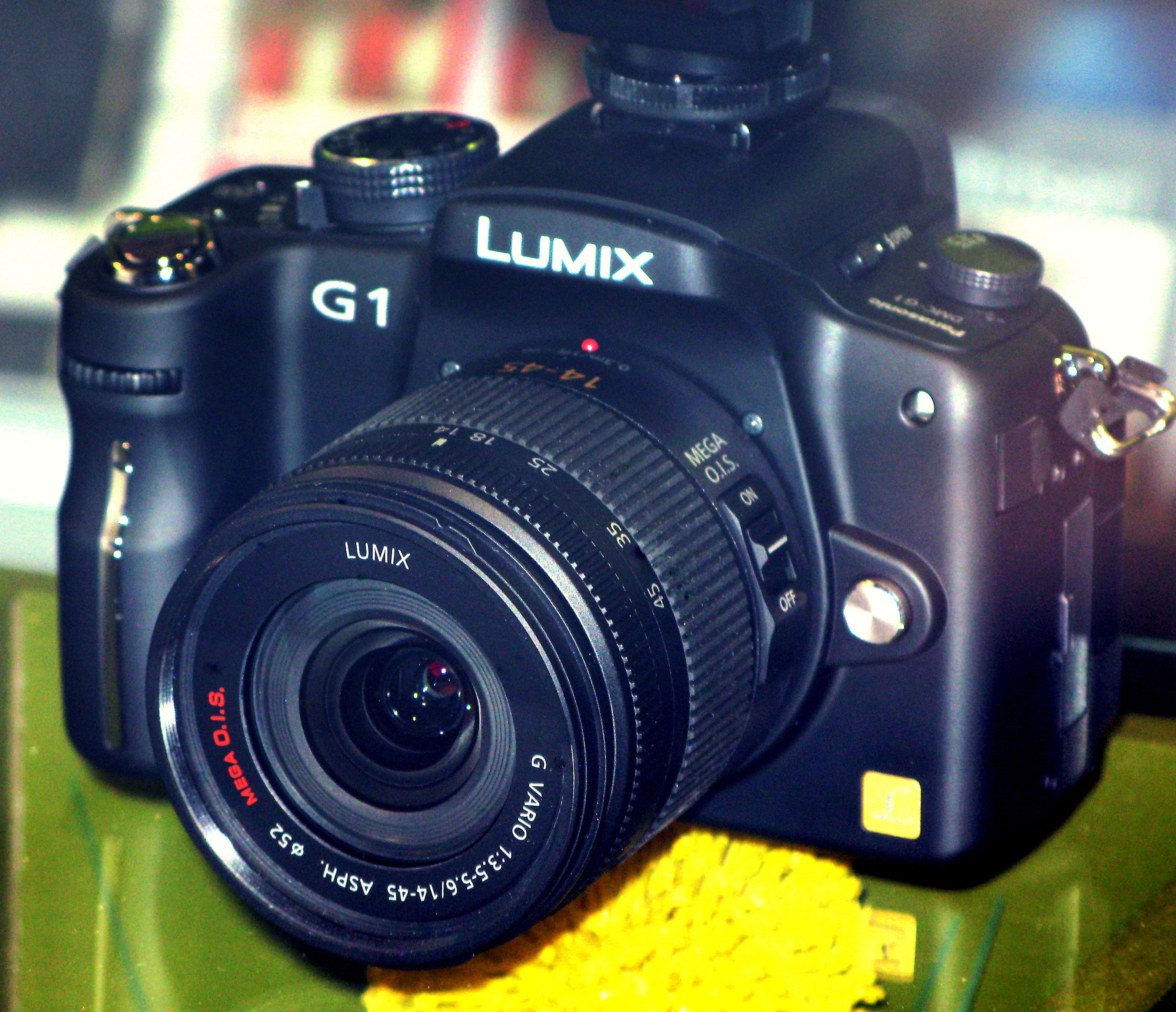
Erste Kamera des Micro-Four-Thirds-Systems: Panasonic Lumix DMC-G1

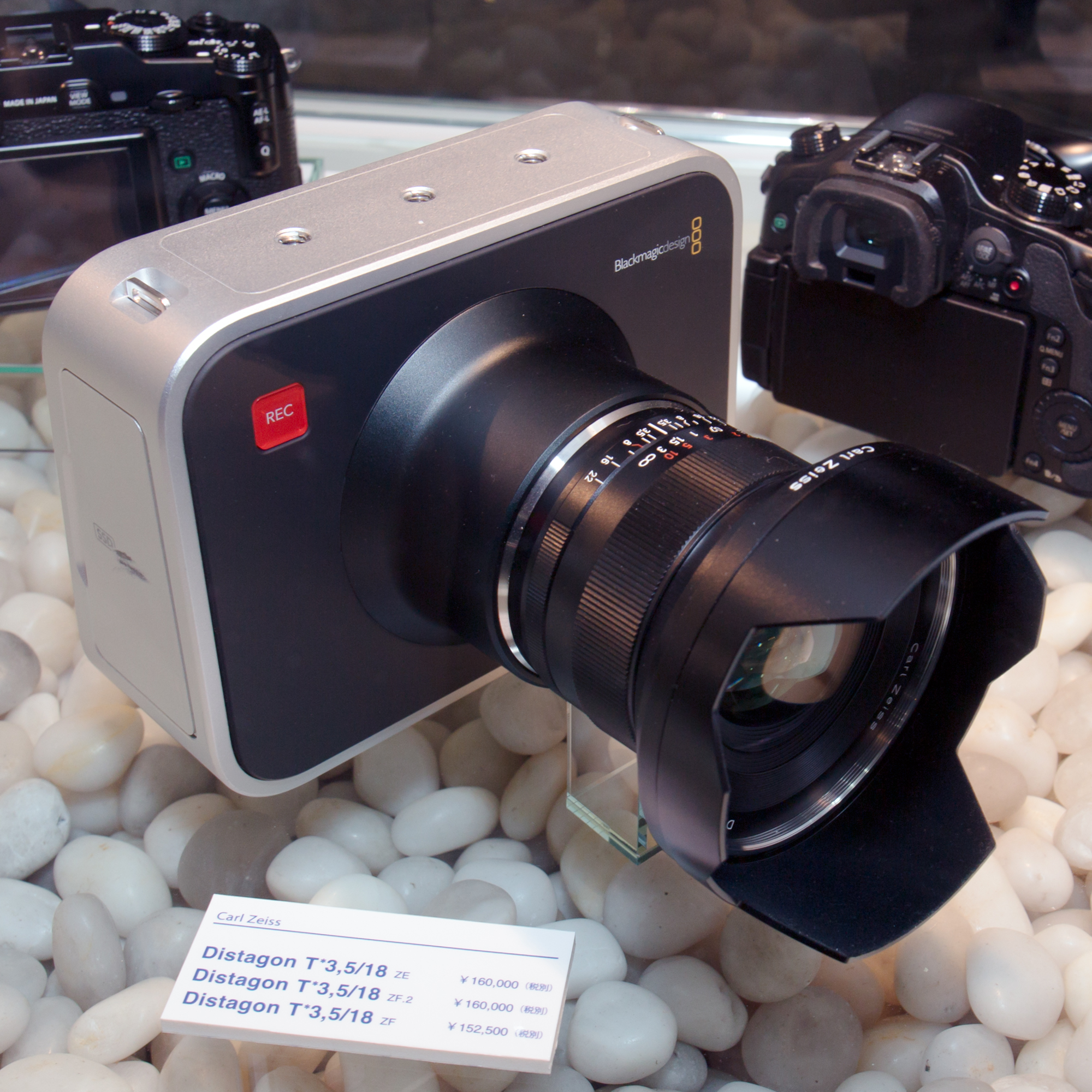
Blackmagic Cinema Camera

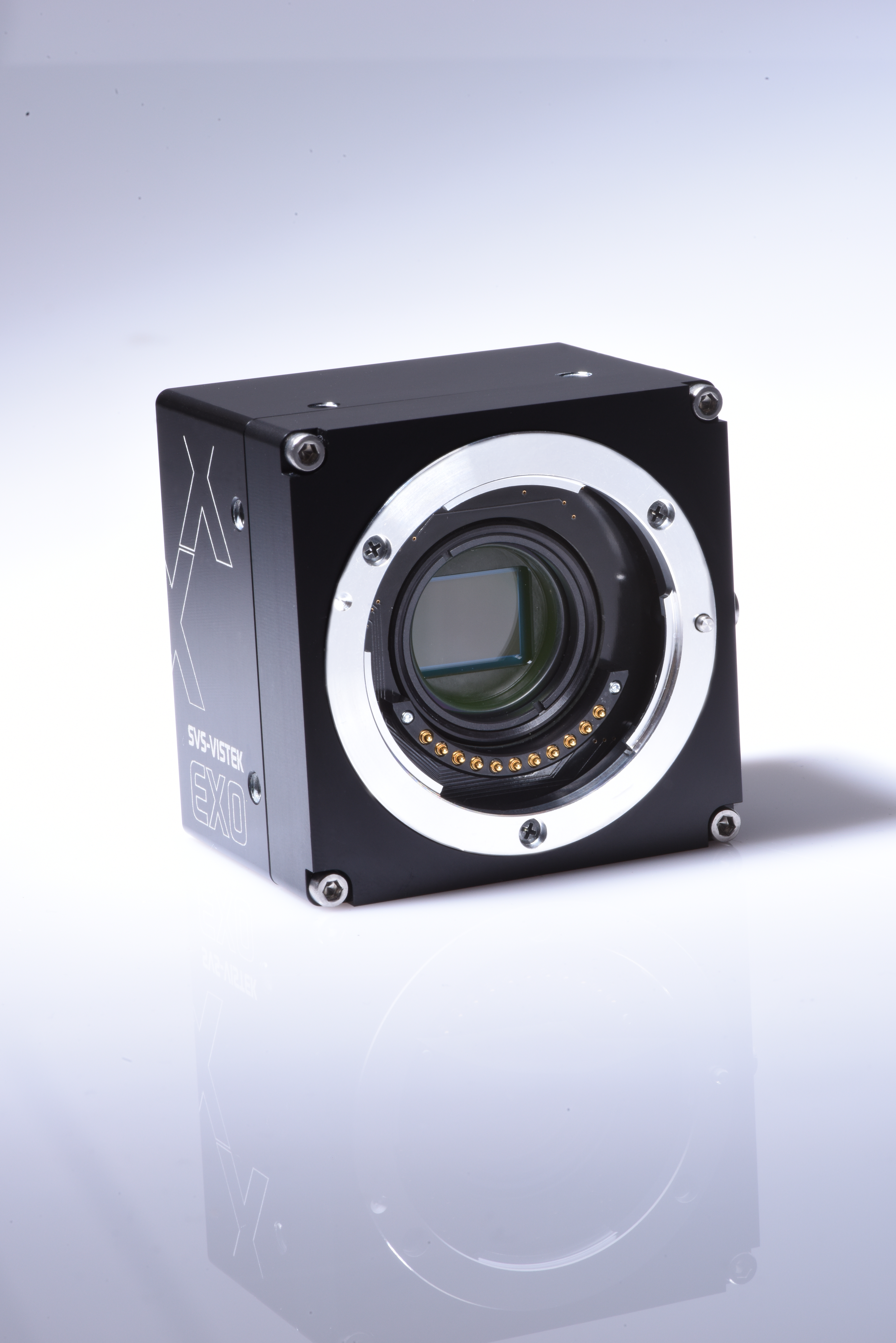
Die Industriekamera EXO Tracer von SVS-Vistek

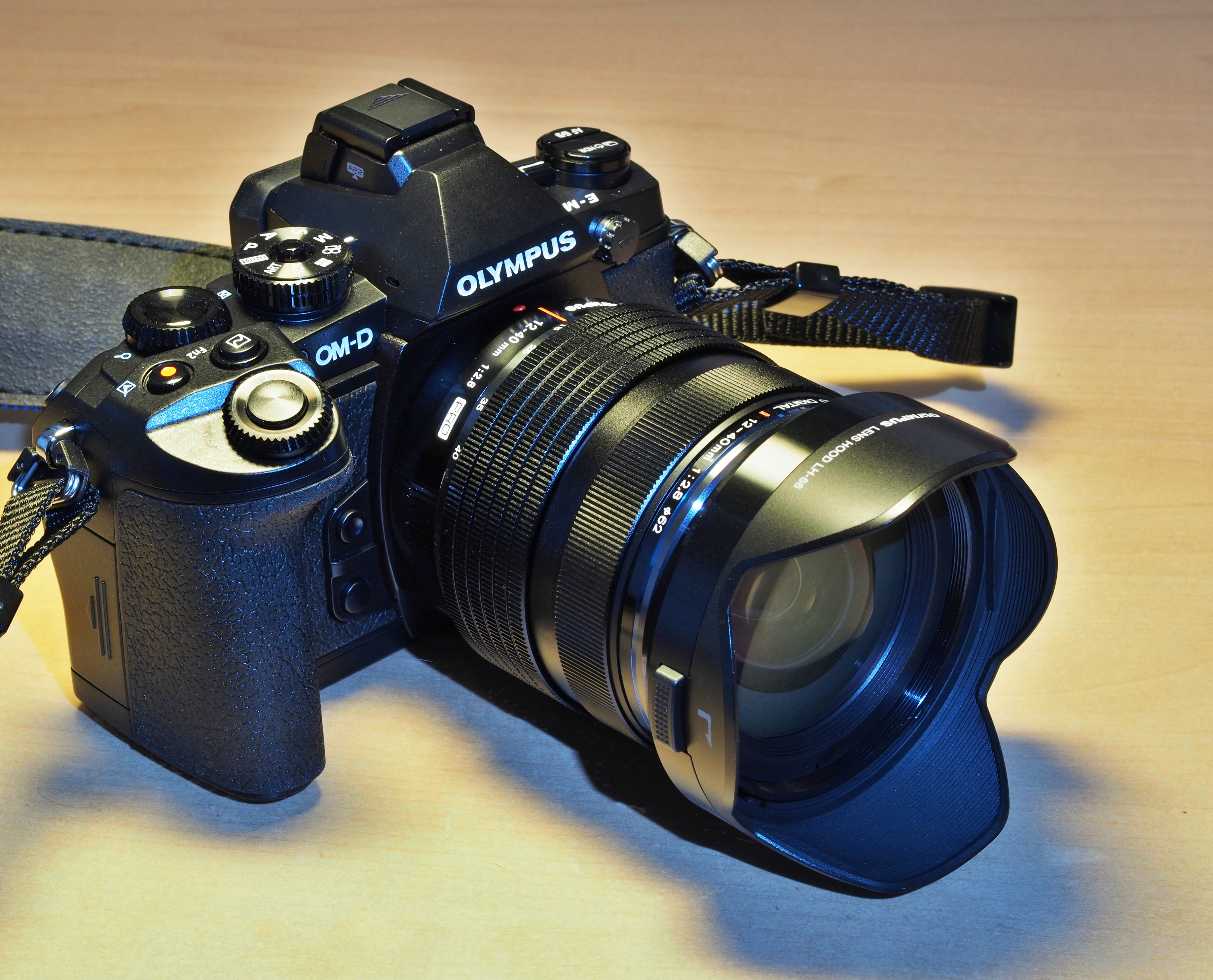
Das Olympus-Profimodell des Micro-Four-Thirds-Systems, die OM-D E-M1, hier mit dem gleichzeitig erschienenen Zoom 12–40 mm f/2,8 PRO

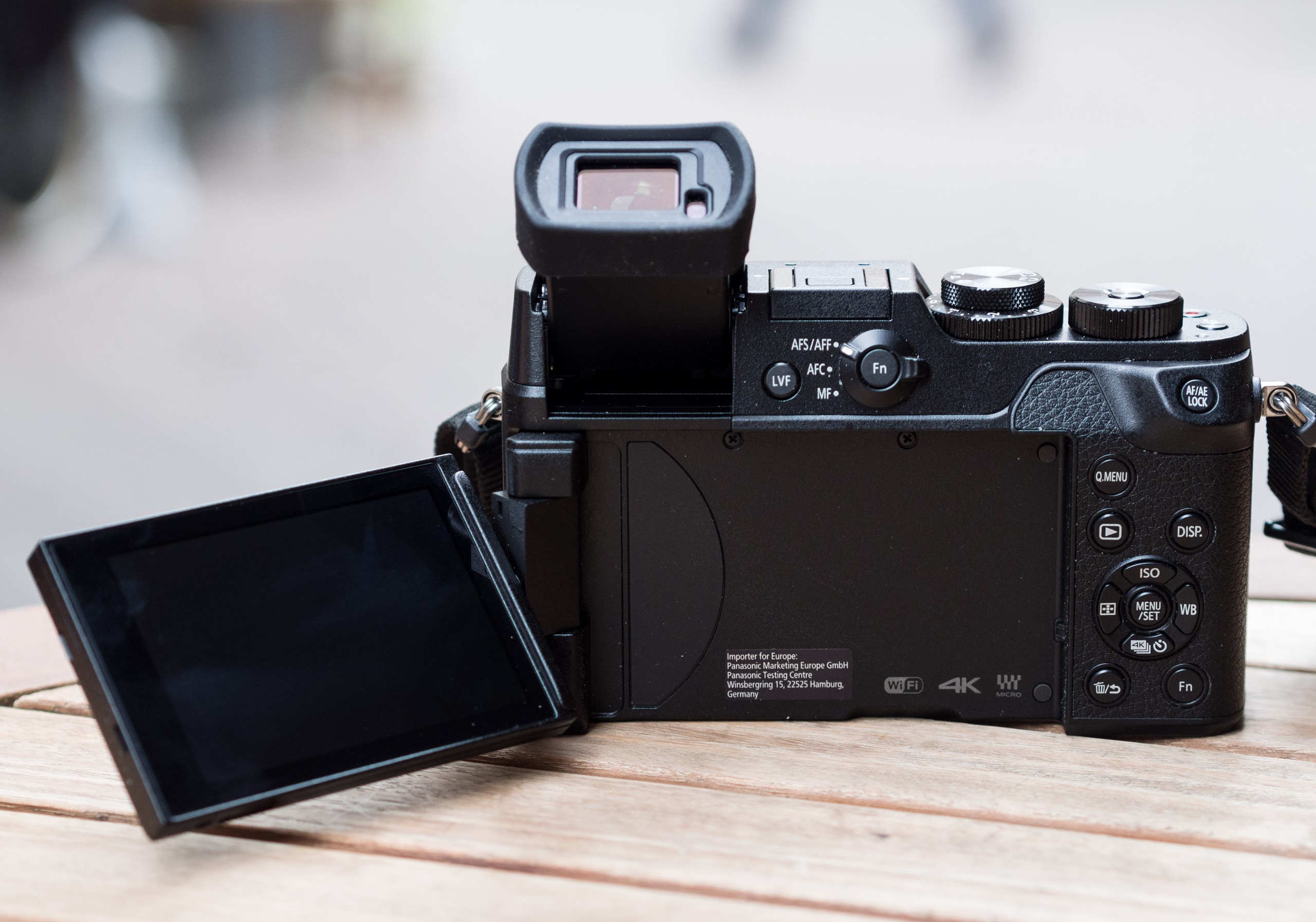
Panasonic Lumix DMC-GX8 mit schwenkbarem elektronischen Sucher und klapp- und schwenkbarem Monitor

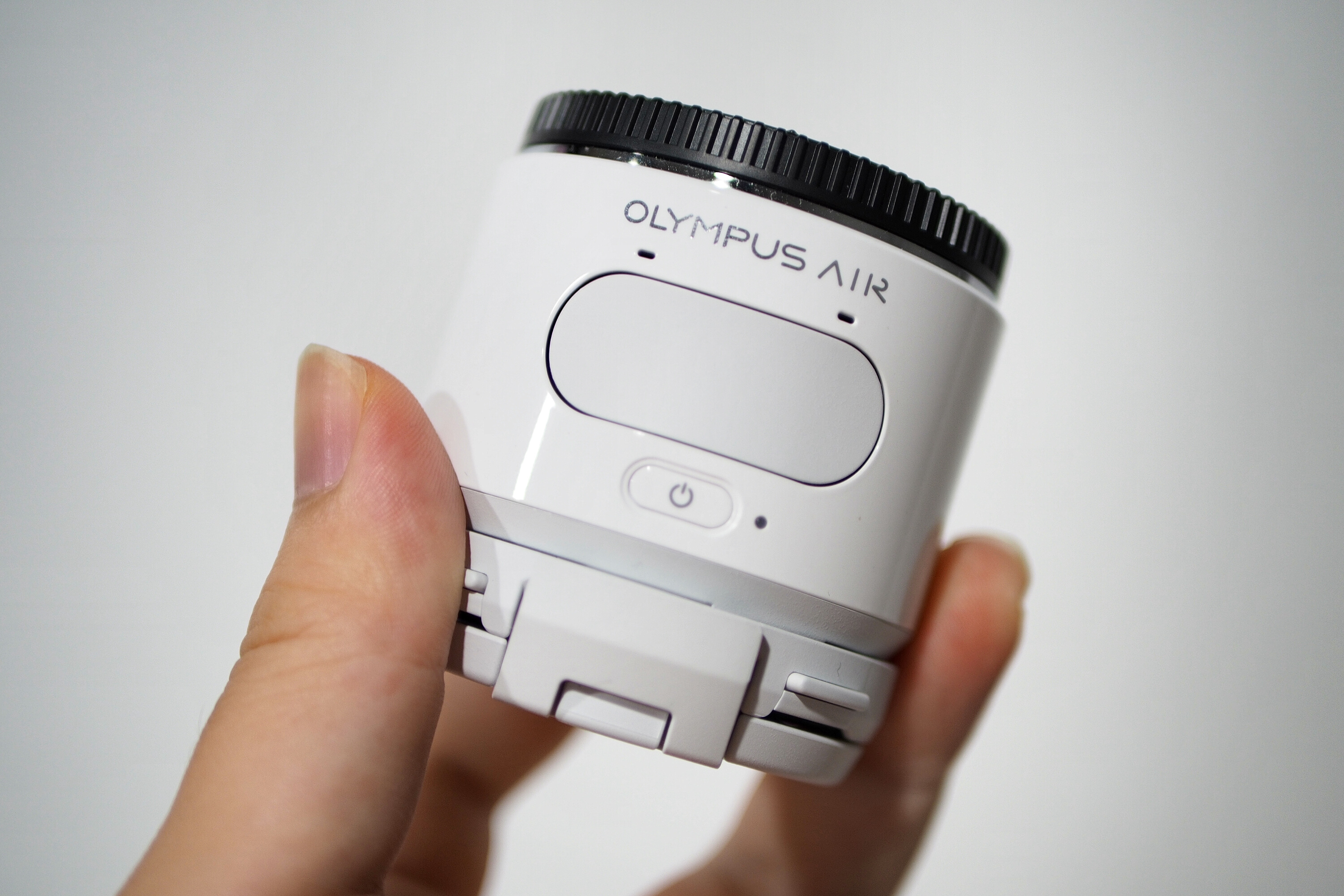
Kameragehäusemodul Olympus Air A01

| Jahr | Anbieter             | Kameragehäuse               | Anmerkung |
| ---- | -------------------- | --------------------------- | --- |
| 2008 | Panasonic            | Lumix DMC-G1                | Erstes Kameragehäuse des Kamerasystems |
| 2009 | Panasonic            | Lumix DMC-GH1               | |
| 2009 | Olympus              | E-P1                        | |
| 2009 | Panasonic            | Lumix DMC-GF1               | |
| 2009 | Olympus              | E-P2                        | |
| 2010 | Olympus              | E-PL1                       | |
| 2010 | Panasonic            | Lumix DMC-G2                | |
| 2010 | Panasonic            | Lumix DMC-G10               | |
| 2010 | Panasonic            | Lumix DMC-GH2               | |
| 2010 | Panasonic            | Lumix DMC-GF2               | |
| 2010 | Panasonic            | AG-AF100                    | Professioneller, hochauflösender Camcorder |
| 2011 | Olympus              | E-PL2                       | |
| 2011 | Panasonic            | Lumix DMC-G3                | |
| 2011 | Panasonic            | Lumix DMC-GF3               | |
| 2011 | Olympus              | E-P3                        | |
| 2011 | Olympus              | E-PL3                       | |
| 2011 | Olympus              | E-PM1                       | |
| 2011 | Panasonic            | Lumix DMC-GX1               | |
| 2012 | Olympus              | OM-D E-M5                   | Erste Systemkamera von Olympus mit elektronischem Sucher |
| 2012 | Panasonic            | Lumix DMC-GF5               | |
| 2012 | Panasonic            | Lumix DMC-G5                | |
| 2012 | Olympus              | E-PL5                       | |
| 2012 | Olympus              | E-PM2                       | |
| 2012 | Panasonic            | Lumix DMC-GH3               | Datenübertragungsrate bis zu 72 Megabit pro Sekunde |
| 2012 | Blackmagic Design    | Cinema Camera               | |
| 2012 | Panasonic            | AG-AF101A                   | Camcorder |
| 2012 | SVS-Vistek           | SVS-Vistek EXO Tracer       | Industriekamera |
| 2013 | Blackmagic Design    | Pocket Cinema Camera        | |
| 2013 | Panasonic            | Lumix DMC-GF6               | |
| 2013 | Panasonic            | Lumix DMC-G6                | |
| 2013 | Olympus              | PEN E-P5                    | Kürzeste Verschlusszeit 1/8.000 Sekunde, WLAN |
| 2013 | Panasonic            | Lumix DMC-GX7               | Schwenkbarer Sucher |
| 2013 | Olympus              | OM-D E-M1                   | Nachfolger der Olympus E-5 aus dem Four-Thirds-System |
| 2013 | Panasonic            | Lumix DMC-GM1               | bis dato kleinste Systemkamera der Welt |
| 2014 | JK Imaging           | Kodak S-1                   | |
| 2014 | Panasonic            | Lumix DMC-GH4               | 4K-Videoaufzeichnung mit Datenraten bis zu 200 Mbit pro Sekunde und bis zu 100 Stehbildern pro Sekunde                                                                        |
| 2014 | Olympus              | OM-D E-M10                  | |
| 2014 | Blackmagic Design    | Studio Camera HD/4K         | |
| 2014 | Olympus              | PEN E-PL6                   | |
| 2014 | Olympus              | PEN E-PL7                   | |
| 2014 | Panasonic            | Lumix DMC-GM5               | |
| 2014 | JVC                  | GY-LS300CHE                 | Super 35 mm Camcorder |
| 2014 | Photron              | Fastcam Multi               | Hochgeschwindigkeitskamera |
| 2015 | Olympus              | OM-D E-M5 Mark II           | Bildsensorverschiebung zur Erhöhung der Bildauflösung |
| 2015 | Panasonic            | Lumix DMC-GF7               | Ohne Sucher |
| 2015 | Panasonic            | Lumix DMC-G70               | Bildersequenzen in 4K, wird in mehreren Ländern auch unter der Bezeichnung Lumix DMC-G7 angeboten                                                                             |
| 2015 | Blackmagic Design    | Micro Cinema Camera         | |
| 2015 | Blackmagic Design    | Micro Studio Camera 4K      | |
| 2015 | Panasonic            | Lumix DMC-GX8               | Doppelte Bildstabilisierung (Dual IS) |
| 2015 | DJI Innovations      | Zenmuse X5 und X5R          | Drohnen |
| 2015 | Astrodesign          | AH-4413/AP-4414/AM-4412     | |
| 2015 | Olympus              | OM-D E-M10 Mark II          | |
| 2015 | Yuneec               | CGO4                        | Kamera für Hexakopter |
| 2015 | Olympus              | Air A01                     | Open Platform Camera |
| 2015 | Z Cam                | E1                          | 4K-Action-Camcorder mit wechselbarem Objektiv, Open Platform Camera |
| 2016 | Olympus              | Pen-F                       | |
| 2016 | Autel Robotics       | X-Star Go                   | Drohne |
| 2016 | Panasonic            | Lumix DMC-GF8               | Ohne Sucher, Vertrieb nicht in Europa |
| 2016 | Panasonic            | Lumix DMC-GX80              | |
| 2016 | Craft                | Camera                      | Systemkamera mit Full-HD-Auflösung in Modulbauweise |
| 2016 | Z Cam                | C1                          | 4K-Action-Camcorder |
| 2016 | DJI Innovations      | Osmo                        | Elektronischer Gimbal mit dem Kameragehäuse Zenmuse X5 beziehungsweise X5R |
| 2016 | YI Technology        | M1                          | Ohne Sucher |
| 2016 | Olympus              | OM-D E-M1 II                | Bis zu 18 Rohdaten-Serienaufnahmen mit automatischer Nachführung der Entfernungseinstellung                                                                                   |
| 2016 | Olympus              | Pen E-PL8                   | Ohne Sucher |
| 2016 | PowerVision          | PowerEye                    | Drohne |
| 2016 | DJI Innovations      | Zenmuse X5S                 | Kameramodul für die Drohne Inspire 2 |
| 2017 | Panasonic            | Lumix DC-GH5                | Datenübertragungsrate bis zu 400 Megabit pro Sekunde, 4:2:2-Farbunterabtastung                                                                                                |
| 2017 | Panasonic            | Lumix DC-GX800              | Ohne Sucher |
| 2017 | Olympus              | OM-D E-M10 Mark III         | |
| 2017 | Panasonic            | Lumix DC-G9                 | 20 Bilder pro Sekunde mit Autofokusnachführung, großes Sucherbild, hochauflösender 80-Megapixel-Modus mit Bildsensorverschiebung                                              |
| 2017 | Apertus              | Axiom                       | Open-Source Cinema Camera |
| 2018 | Panasonic            | Lumix DC-GH5S               | Hochlichtempfindlicher Bildsensor mit gut zehn Megapixel Bildauflösung, bei dem jeder Bildpunkt mit zwei verschiedenen Analogverstärkern ausgestattet ist („Dual Native ISO“) |
| 2018 | Olympus              | Pen E-PL9                   | Ohne Sucher |
| 2018 | Panasonic            | Lumix DC-GX9                | Nach oben schwenkbarer Sucher |
| 2018 | Z Cam                | E2 Cinematic Camera         | 4K mit 120 fps, 10 bit Farbtiefe, Deep Learning Engine |
| 2018 | Blackmagic Design    | Pocket Cinema Camera 4K     | 13 Blendenstufen Arbeitsbereich, Videoaufzeichnung im Rohdatenformat |
| 2018 | Astrodesign          | CM-9010                     | 8K (33 Megapixel) |
| 2019 | Olympus              | OM-D E-M1X                  | Mit fest angebautem zweiten Handgriff |
| 2019 | Panasonic            | Lumix DC-G91                | Live-View Composite Aufzeichnungsfunktion für Stehbilder von bewegten Motiven                                                                                                 |
| 2019 | Panasonic            | Lumix DC-GX880              | Ohne Sucher |
| 2019 | Sharp                | 8C-B60A                     | 8K-Auflösung, 60 fps |
| 2019 | Olympus              | OM-D E-M5 III               | |
| 2019 | Olympus              | Pen E‑PL10                  | Ohne Sucher |
| 2020 | Olympus              | OM-D E-M1 III               | Video mit 120 fps, Bildstabilisierung mit bis zu 7,5 Blendenstufen, High Res Shot ohne Stativ                                                                                 |
| 2020 | Z Cam                | E2-M4                       | 4K mit 160 fps, ProRes Rohdatenformat |
| 2020 | Panasonic            | Lumix DC-G110               | Drei interne Mikrofone, Konzeption für Vlogger |
| 2020 | Olympus              | OM-D E-M10 IV               | Klappbarer Touchscreen für Selfies |
| 2020 | Panasonic            | Lumix BGH1                  | Box-Style-Kamera, C4K/4K, 60p/50p und 10-bit Farbtiefe |
| 2021 | Astrodesign          | Bosma G1 8K DC0200          | 8K mit 30p / 4K mit 60p |
| 2021 | Blackmagic Design    | Studio Camera 4K Plus / Pro | 4K mit 60 fps |
| 2021 | Panasonic            | Lumix DC-GH5 II             | Wireless Live-Streaming (Real Time Messaging Protocol) / Autofokus mit Künstlicher-Intelligenz-Technologie                                                                    |
| 2022 | OM Digital Solutions | OM System OM-1              | |
| 2022 | Panasonic            | Lumix DC-GH6                | Videoaufnahmen in 5,7K / 60p, 4K / 120p, 2K / 300fps, Apple ProRes 422 HQ, Fotoaufnahmen mit Pixel-Shift und 100 Megapixel Bildauflösung aus der Hand                         |
| 2022 | OM Digital Solutions | OM System OM-5              | |
| 2023 | Yongnuo              | YN433                       | Live-Streaming, Android, unterstützt USB-Netzwerkkarten |
| 2023 | Panasonic            | Lumix DC-G9 II              | 60 Bilder pro Sekunde mit Autofokusnachführung, 25 Megapixel, freihändig nutzbarer hochauflösender 100-Megapixel-Modus mit Bildsensorverschiebung                             |
| 2023 | Blackmagic Design    | Micro Studio Camera 4K G2   | 13 Blendenstufen Dynamikumfang, Dual-Gain bis ISO 25600 |
| 2023 | Blackmagic Design    | Studio Camera 4K Plus G2    | 13 Blendenstufen Dynamikumfang |
| 2024 | OM Digital Solutions | OM System OM-1 Mark II      | 120 Rohdatenbilder pro Sekunde |
| 2024 | Panasonic            | DC-G100D                    | |
| 2025 | Panasonic            | AW-UB10                     | |
| 2025 | OM System            | OM System OM-3              | |

## Objektive
Für das Micro-Four-Thirds-System entwickelte Objektive sind wegen der kleinen Abmessungen bildseitig meist telezentrisch gerechnet, was Vorteile für die Bildqualität hat, insbesondere was die Bildschärfe und Helligkeit in den Bildecken betrifft. Objektive mit Micro-Four-Thirds-Bajonett gibt es von mehreren Anbietern in einem großen Brennweitenbereich. Mit mechanisch und elektronisch kompatiblen Objektivadaptern können außerdem fast alle Objektive des Four-Thirds-Systems ohne funktionale Einbußen eingesetzt werden.

### Festbrennweiten

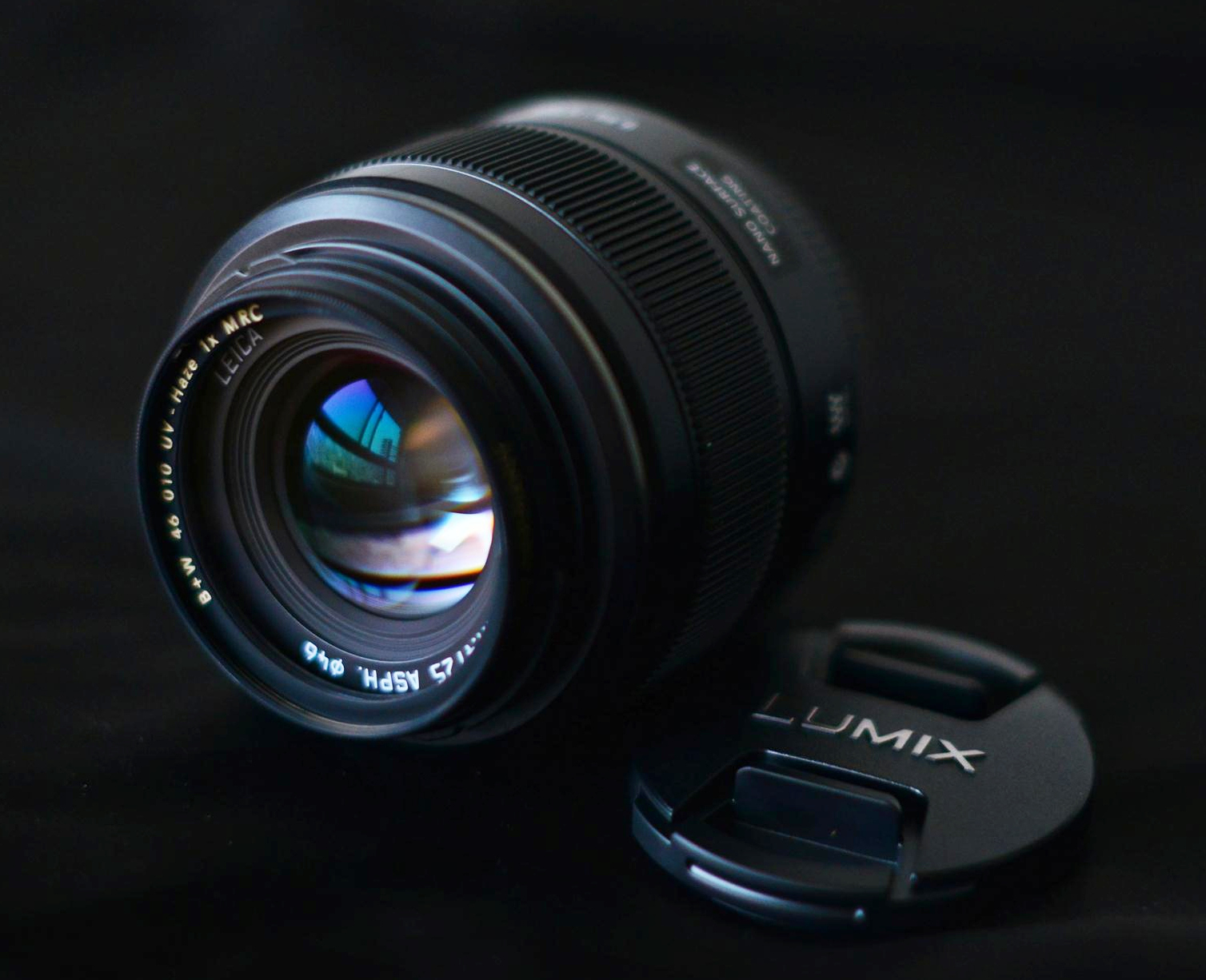
Lichtstarke Festbrennweite Panasonic Leica DG Summilux 25 mm F1.4
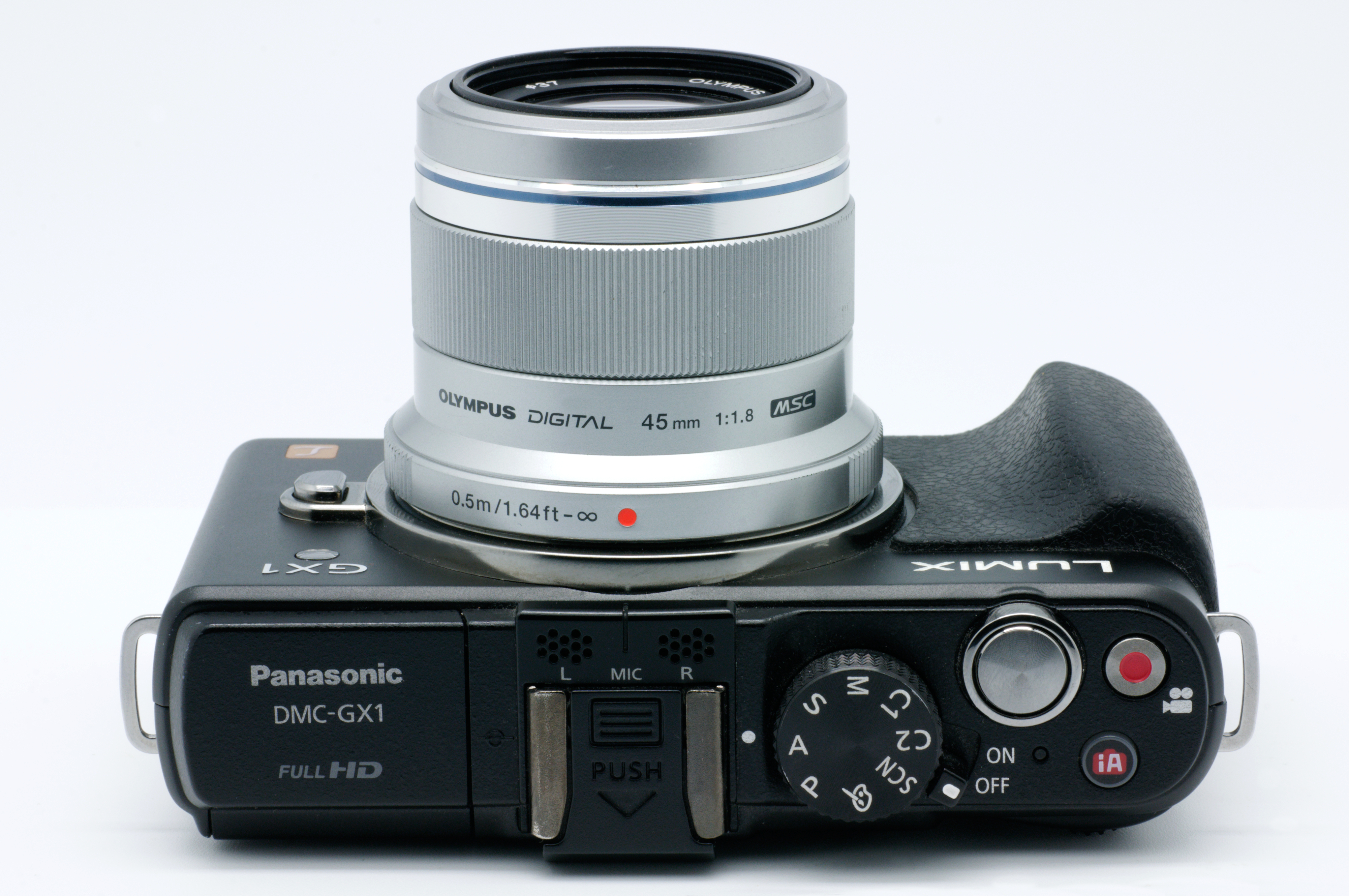
Porträtoptik Olympus M.Zuiko 45 mm f/1.8 an einer Panasonic Lumix DMC-GX1
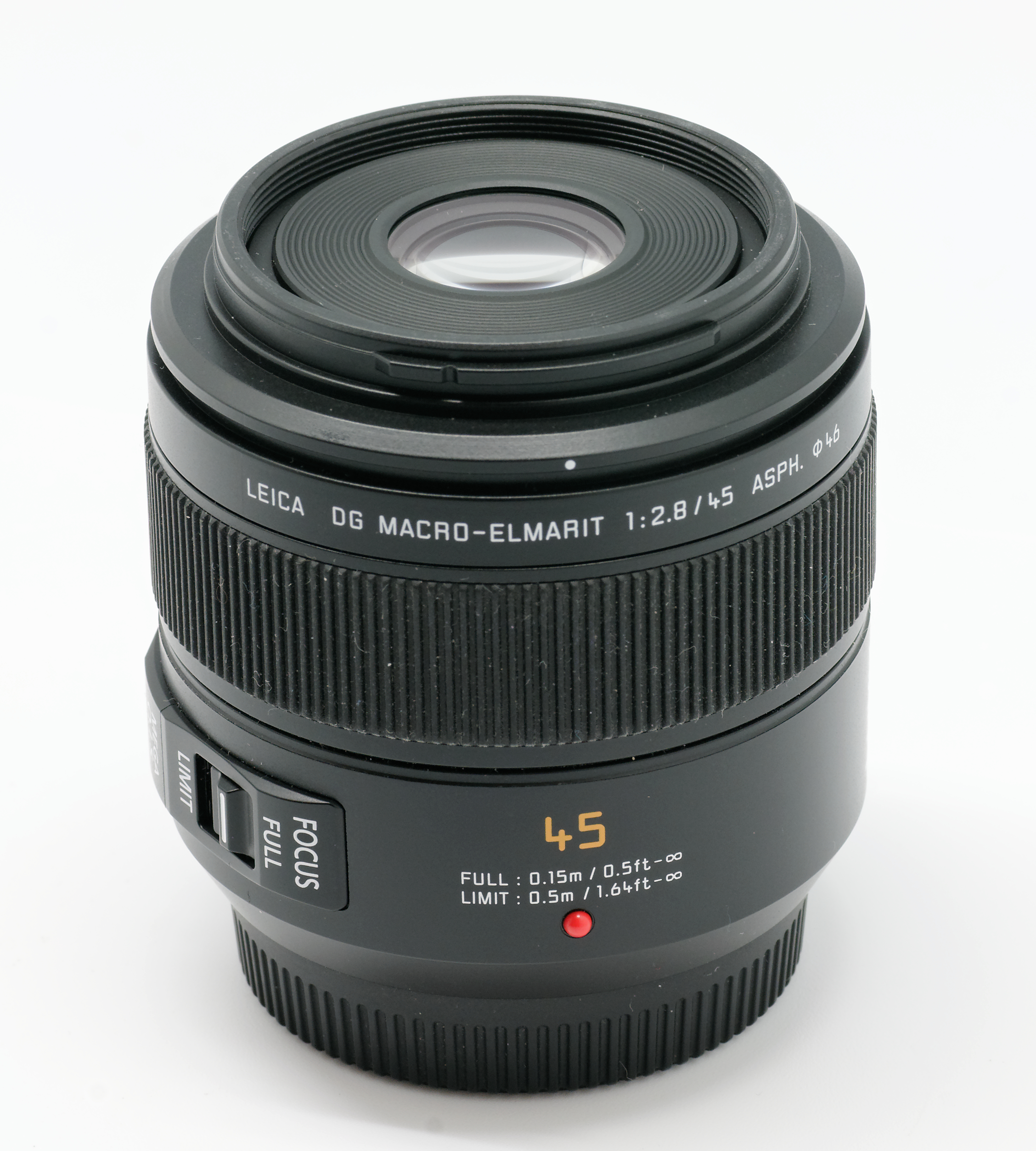
Makro-Objektiv Leica DG Macro-Elmarit 45 mm F2.8
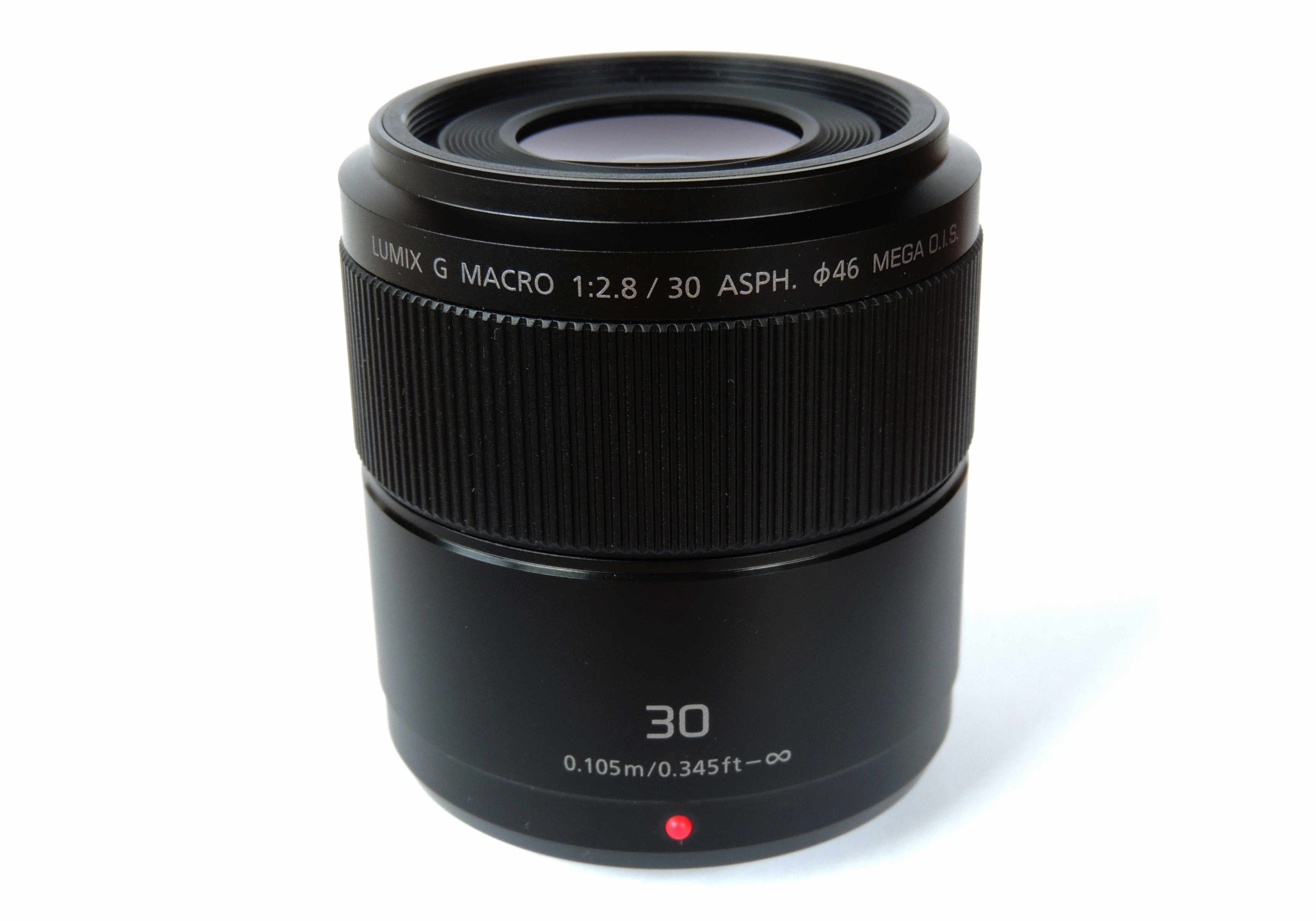
Makro-Objektiv Panasonic Lumix G Macro 30 mm F2.8
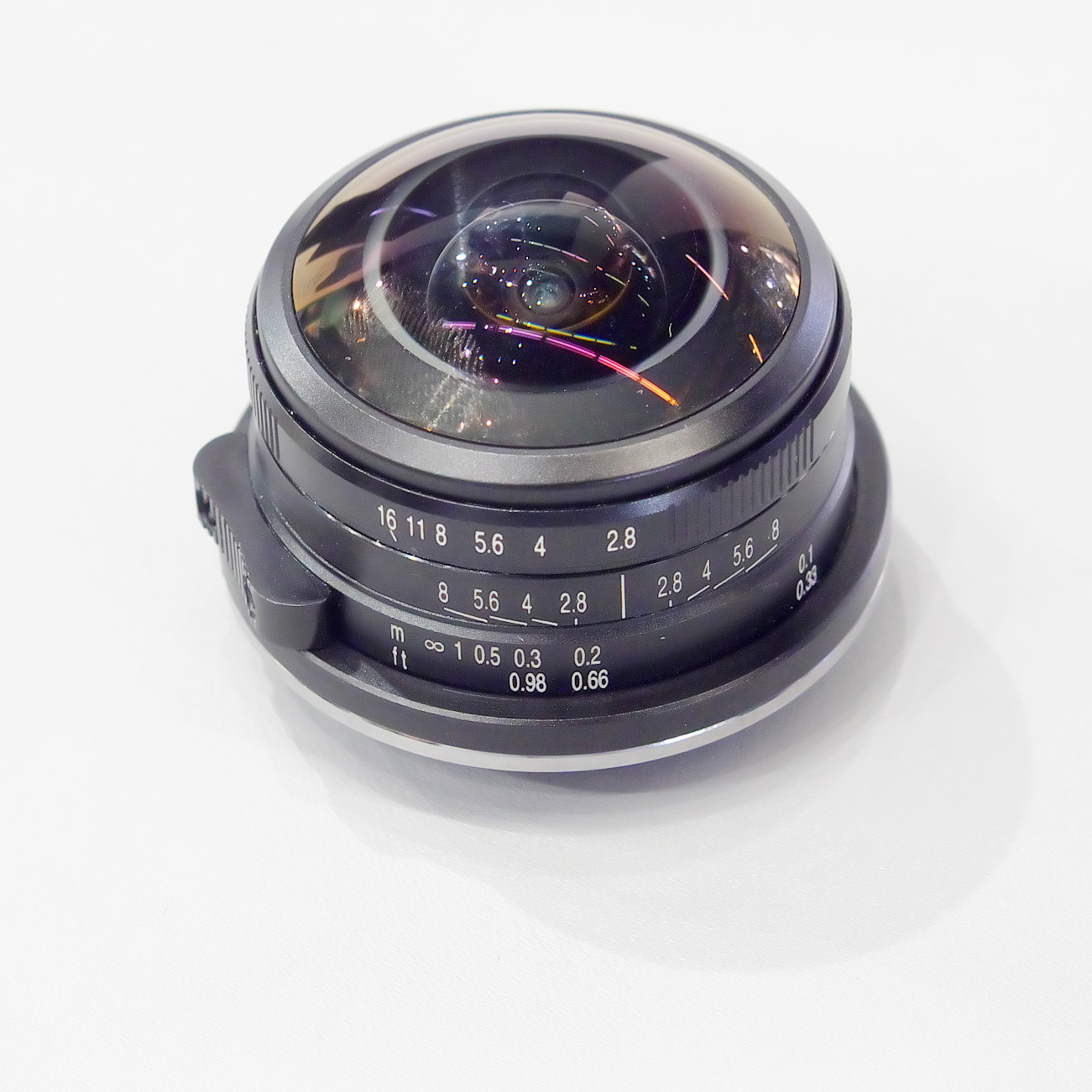
Fischaugenobjektiv Laowa 4 mm f/2,8 von Venus Optics

| Marke                | Festbrennweite                                       | Brennweite Millimeter | Lichtstärke Blendenzahl | Makro-Objektiv | Bildstabilisator | Autofokus |
| -------------------- | ---------------------------------------------------- | --------------------- | ----------------------- | -------------- | ---------------- | --------- |
| Carl Zeiss           | Compact Prime CP.2 15 mm/T2.9                        | 15                    | 2,9                     | nein           | nein             | nein      |
| Carl Zeiss           | Compact Prime CP.2 18 mm/T3.6                        | 18                    | 3,6                     | nein           | nein             | nein      |
| Carl Zeiss           | Compact Prime CP.2 21 mm/T2.9                        | 21                    | 2,9                     | nein           | nein             | nein      |
| Carl Zeiss           | Compact Prime CP.2 25 mm/T2.9                        | 25                    | 2,9                     | nein           | nein             | nein      |
| Carl Zeiss           | Compact Prime CP.2 28 mm/T2.1                        | 28                    | 2,1                     | nein           | nein             | nein      |
| Carl Zeiss           | Compact Prime CP.2 35 mm/T1.5                        | 35                    | 1,5                     | nein           | nein             | nein      |
| Carl Zeiss           | Compact Prime CP.2 35 mm/T2.1                        | 35                    | 2,1                     | nein           | nein             | nein      |
| Carl Zeiss           | Compact Prime CP.2 50 mm/T1.5                        | 50                    | 1,5                     | nein           | nein             | nein      |
| Carl Zeiss           | Compact Prime CP.2 50 mm/T2.1                        | 50                    | 2,1                     | nein           | nein             | nein      |
| Carl Zeiss           | Compact Prime CP.2 50 mm/T2.1 Macro Planar T         | 50                    | 2,1                     | ja             | nein             | nein      |
| Carl Zeiss           | Compact Prime CP.2 85 mm/T1.5                        | 85                    | 1,5                     | nein           | nein             | nein      |
| Carl Zeiss           | Compact Prime CP.2 85 mm/T2.1                        | 85                    | 2,1                     | nein           | nein             | nein      |
| Carl Zeiss           | Compact Prime CP.2 100 mm/T2.1 Close Focus Planar T* | 100                   | 2,1                     | ja             | nein             | nein      |
| Carl Zeiss           | Compact Prime CP.2 135 mm/T2.1                       | 135                   | 2,1                     | nein           | nein             | nein      |
| DJI Innovations      | MFT 15 mm f/1.7 ASPH                                 | 15                    | 1,7                     | nein           | nein             | ja        |
| Entaniya             | Fisheye HAL 250 MFT 2.3                              | 2,3                   | 2,8                     | nein           | nein             | nein      |
| Entaniya             | Fisheye HAL 250 MFT 3.0                              | 3,0                   | 2,8                     | nein           | nein             | nein      |
| Entaniya             | Fisheye HAL 250 MFT 3.6                              | 3,6                   | 2,8                     | nein           | nein             | nein      |
| Entaniya             | Fisheye HAL 200 MFT 3.6                              | 3,6                   | 4,0                     | nein           | nein             | nein      |
| HandeVision          | Handevision Ibelux                                   | 40                    | 0,9                     | nein           | nein             | nein      |
| Kodak                | Pixpro SF 400 mm f/6,7                               | 400                   | 6,7                     | nein           | nein             | nein      |
| Kōwa                 | Kowa Prominar 8.5 mm F2.8                            | 8,5                   | 2,8                     | nein           | nein             | nein      |
| Kōwa                 | Kowa Prominar 12 mm F1.8                             | 12                    | 1,8                     | nein           | nein             | nein      |
| Kōwa                 | Kowa Prominar 25 mm F1.8                             | 25                    | 1,8                     | nein           | nein             | nein      |
| Kōwa                 | Kowa Prominar 90 mm F2.5 Macro                       | 90                    | 2,5                     | ja             | nein             | nein      |
| Kōwa                 | Kowa Prominar 350 mm F4.0 FL / TX07                  | 350                   | 4,0                     | nein           | nein             | nein      |
| Kōwa                 | Kowa Prominar 500 mm F5.6 FL / TX10                  | 500                   | 5,6                     | nein           | nein             | nein      |
| Kōwa                 | Kowa Prominar 850 mm F9.6 FL / TX17                  | 850                   | 9,6                     | nein           | nein             | nein      |
| Meike                | 6.5 mm F2.0                                          | 6,5                   | 2,0                     | nein           | nein             | nein      |
| Meike                | 25 mm F0.95                                          | 25                    | 0,95                    | nein           | nein             | nein      |
| Meike                | 28 mm F2.8                                           | 28                    | 2,8                     | nein           | nein             | nein      |
| Meike                | 35 mm F1.7                                           | 35                    | 1,7                     | nein           | nein             | nein      |
| Meike                | 50 mm F2.0                                           | 50                    | 2,0                     | nein           | nein             | nein      |
| Meyer-Optik-Görlitz  | Nocturnus f0,95 35 mm                                | 35                    | 0,95                    | nein           | nein             | nein      |
| Meyer-Optik-Görlitz  | Trioplan 50 f2.9                                     | 50                    | 2,9                     | nein           | nein             | nein      |
| Meyer-Optik-Görlitz  | Primoplan 58/F1.9                                    | 58                    | 1,9                     | nein           | nein             | nein      |
| Meyer-Optik-Görlitz  | Primoplan 75/F1.9                                    | 75                    | 1,9                     | nein           | nein             | nein      |
| Meyer-Optik-Görlitz  | Trimagon f2,6 95 mm                                  | 95                    | 2,6                     | nein           | nein             | nein      |
| Meyer-Optik-Görlitz  | Trioplan f2,8 100 mm                                 | 100                   | 2,8                     | nein           | nein             | nein      |
| Olympus              | M.Zuiko Digital ED 8 mm f/1.8 Fisheye Pro            | 8                     | 1,8                     | ja             | nein             | ja        |
| Olympus              | Body Cap Lens 9 mm f/8.0                             | 9                     | 8,0                     | nein           | nein             | nein      |
| Olympus              | M.Zuiko Digital 12 mm f/2.0                          | 12                    | 2,0                     | nein           | nein             | ja        |
| Olympus              | Body Cap Lens 15 mm f/8.0                            | 15                    | 8,0                     | nein           | nein             | nein      |
| Olympus              | M.Zuiko Digital ED 17 mm f/1.2 Pro                   | 17                    | 1,2                     | nein           | nein             | ja        |
| Olympus              | M.Zuiko Digital 17 mm f/1.8                          | 17                    | 1,8                     | nein           | nein             | ja        |
| Olympus              | M.Zuiko Digital 17 mm f/2.8                          | 17                    | 2,8                     | nein           | nein             | ja        |
| Olympus              | M.Zuiko Digital ED 25 mm f/1.2 Pro                   | 25                    | 1,2                     | nein           | nein             | ja        |
| Olympus              | M.Zuiko Digital 25 mm f/1.8                          | 25                    | 1,8                     | nein           | nein             | ja        |
| Olympus              | M.Zuiko Digital ED 30 mm Macro                       | 30                    | 3,5                     | ja             | nein             | ja        |
| Olympus              | M.Zuiko Digital ED 45 mm f/1.2 Pro                   | 45                    | 1,2                     | nein           | nein             | ja        |
| Olympus              | M.Zuiko Digital 45 mm f/1.8                          | 45                    | 1,8                     | nein           | nein             | ja        |
| Olympus              | M.Zuiko Digital ED 60 mm f/2.8 Macro                 | 60                    | 2,8                     | ja             | nein             | ja        |
| Olympus              | M.Zuiko Digital 75 mm f/1.8                          | 75                    | 1,8                     | nein           | nein             | ja        |
| Olympus              | M.Zuiko Digital ED 300 mm F4 IS Pro                  | 300                   | 4,0                     | ja             | ja               | ja        |
| OM Digital Solutions | M.Zuiko Digital ED 20 mm F1.4 PRO                    | 20                    | 1,4                     | nein           | nein             | ja        |
| Panasonic            | Lumix G 8 mm Fisheye f/3.5                           | 8                     | 3,5                     | nein           | nein             | ja        |
| Panasonic            | Lumix G 12 mm 3D Lens f/12                           | 12                    | 12                      | nein           | nein             | nein      |
| Panasonic            | Leica DG Summilux 12 mm f/1.4 Asph                   | 12                    | 1,4                     | nein           | nein             | ja        |
| Panasonic            | Lumix G 14 mm f/2.5 Asph                             | 14                    | 2,5                     | nein           | nein             | ja        |
| Panasonic            | Leica DG Summilux, 15 mm f/1.7 Asph                  | 15                    | 1,7                     | nein           | nein             | ja        |
| Panasonic            | Lumix G 20 mm f/1.7 Asph                             | 20                    | 1,7                     | nein           | nein             | ja        |
| Panasonic            | Leica DG Summilux 25 mm f/1.4 Asph                   | 25                    | 1,4                     | nein           | nein             | ja        |
| Panasonic            | Lumix G 25 mm f/1.7                                  | 25                    | 1,7                     | nein           | nein             | ja        |
| Panasonic            | Lumix G Macro 30 mm F2.8 Asph Mega O.I.S.            | 30                    | 2,8                     | ja             | ja               | ja        |
| Panasonic            | Leica DG Nocticron 42.5 mm f/1.2 Asph                | 42,5                  | 1,2                     | nein           | ja               | ja        |
| Panasonic            | Lumix G 42.5 mm f/1.7 Asph Power O.I.S.              | 42,5                  | 1,7                     | nein           | ja               | ja        |
| Panasonic            | Leica DG Makro-Elmarit 45 mm f/2.8 Asph O.I.S.       | 45                    | 2,8                     | ja             | ja               | ja        |
| Panasonic            | Leica DG Elmarit 200 mm f/2.8 O.I.S.                 | 200                   | 2,8                     | nein           | ja               | ja        |
| Samyang Optics       | 7.5 mm 1:3.5 UMC Fish-Eye                            | 7,5                   | 3,5                     | nein           | nein             | nein      |
| Samyang Optics       | 7.5 mm T3.8 Cine UMC Fish-eye                        | 7,5                   | 3,8                     | nein           | nein             | nein      |
| Samyang Optics       | 8 mm F3.5 UMC Fish-Eye II                            | 8                     | 3,5                     | nein           | nein             | nein      |
| Samyang Optics       | 8 mm T3.8 VDSLR UMC Fish-eye CS II                   | 8                     | 3,8                     | nein           | nein             | nein      |
| Samyang Optics       | 10 mm F2.8 ED AS NCS CS                              | 10                    | 2,8                     | nein           | nein             | nein      |
| Samyang Optics       | 10 mm T3.1 VDSLR ED AS NCS CS II                     | 10                    | 3,1                     | nein           | nein             | nein      |
| Samyang Optics       | 12 mm F2.0 NCS CS                                    | 12                    | 2,0                     | nein           | nein             | nein      |
| Samyang Optics       | 12 mm T2.2 Cine NCS CS                               | 12                    | 2,2                     | nein           | nein             | nein      |
| Samyang Optics       | 12 mm F2.8 ED AS NCS Fish-Eye                        | 12                    | 2,8                     | nein           | nein             | nein      |
| Samyang Optics       | 12 mm T3.1 VDSLR ED AS NCS Fish-eye                  | 12                    | 3,1                     | nein           | nein             | nein      |
| Samyang Optics       | 14 mm F2.8 ED AS IF UMC                              | 14                    | 2,8                     | nein           | nein             | nein      |
| Samyang Optics       | 14 mm T3.1 VDSLR ED AS IF UMC II                     | 14                    | 3,1                     | nein           | nein             | nein      |
| Samyang Optics       | 16 mm F2.0 ED AS UMC CS                              | 16                    | 2,0                     | nein           | nein             | nein      |
| Samyang Optics       | 16 mm T2.2 VDSLR ED AS UMC CS II                     | 16                    | 2,2                     | nein           | nein             | nein      |
| Samyang Optics       | 21 mm F1.4 ED AS UMC CS                              | 21                    | 1,4                     | nein           | nein             | nein      |
| Samyang Optics       | 21 mm T1.5 ED AS UMC CS                              | 21                    | 1,5                     | nein           | nein             | nein      |
| Samyang Optics       | 24 mm F1.4 ED AS IF UMC                              | 24                    | 1,4                     | nein           | nein             | nein      |
| Samyang Optics       | Tilt / Shift 24 mm F3.5 ED AS UMC                    | 24                    | 3,5                     | nein           | nein             | nein      |
| Samyang Optics       | 24 mm T1.5 VDSLR ED AS IF UMC II                     | 24                    | 1,5                     | nein           | nein             | nein      |
| Samyang Optics       | 35 mm F1.4 AS UMC                                    | 35                    | 1,4                     | nein           | nein             | nein      |
| Samyang Optics       | 35 mm T1.5 VDSLR AS UMC II                           | 35                    | 1,5                     | nein           | nein             | nein      |
| Samyang Optics       | 50 mm F1.2 AS UMC CS                                 | 50                    | 1,2                     | nein           | nein             | nein      |
| Samyang Optics       | 50 mm T1.3 AS UMC CS                                 | 50                    | 1,3                     | nein           | nein             | nein      |
| Samyang Optics       | 50 mm F1.4 AS IF UMC                                 | 50                    | 1,4                     | nein           | nein             | nein      |
| Samyang Optics       | 50 mm T1.5 VDSLR AS UMC                              | 50                    | 1,5                     | nein           | nein             | nein      |
| Samyang Optics       | 85 mm F1.4 AS IF UMC                                 | 85                    | 1,4                     | nein           | nein             | nein      |
| Samyang Optics       | 85 mm T1.5 VDSLR AS IF UMC II                        | 85                    | 1,5                     | nein           | nein             | nein      |
| Samyang Optics       | 100 mm F2.8 ED UMC Macro                             | 100                   | 2,8                     | ja             | nein             | nein      |
| Samyang Optics       | 100 mm T3.1 VDSLR ED UMC Macro                       | 100                   | 3,1                     | ja             | nein             | nein      |
| Samyang Optics       | 135 mm F2.0 ED UMC                                   | 135                   | 2,0                     | nein           | nein             | nein      |
| Samyang Optics       | 135 mm T2.2 VDSLR ED UMC                             | 135                   | 2,2                     | nein           | nein             | nein      |
| Samyang Optics       | 300 mm F6.3 ED UMC CS                                | 300                   | 6,3                     | nein           | nein             | nein      |
| Sigma                | 16 mm F1,4 DN                                        | 16                    | 1,4                     | nein           | nein             | ja        |
| Sigma                | 19 mm F2,8 DN                                        | 19                    | 2,8                     | nein           | nein             | ja        |
| Sigma                | 30 mm F1,4 DN                                        | 30                    | 1,4                     | nein           | nein             | ja        |
| Sigma                | 30 mm F2,8 DN                                        | 30                    | 2,8                     | nein           | nein             | ja        |
| Sigma                | 56 mm F1,4 DC DN                                     | 56                    | 1,4                     | nein           | nein             | ja        |
| Sigma                | 60 mm F2,8 DN                                        | 60                    | 2,8                     | nein           | nein             | ja        |
| SLR Magic            | HyperPrime CINE 12 mm T1.6                           | 12                    | 1,6                     | nein           | nein             | nein      |
| SLR Magic            | HyperPrime CINE 25 mm T0.95                          | 25                    | 0,95                    | nein           | nein             | nein      |
| SLR Magic            | 35 mm f/1.7                                          | 35                    | 1,7                     | nein           | nein             | nein      |
| SLR Magic            | HyperPrime 50 mm F0.95                               | 50                    | 0,95                    | nein           | nein             | nein      |
| SLR Magic            | Toy Pinhole Lens                                     | 12                    | n/a                     | nein           | nein             | nein      |
| SLR Magic            | Toy 26 mm f/1.4 Lens                                 | 26                    | 1,4                     | nein           | nein             | nein      |
| Tokina               | Reflex 300 mm F6.3                                   | 300                   | 6,3                     | ja             | nein             | nein      |
| Venus Optics         | Laowa 4 mm f/2,8                                     | 4                     | 2,8                     | nein           | nein             | nein      |
| Venus Optics         | Laowa 6 mm f/2 Zero-D                                | 6                     | 2,0                     | nein           | nein             | nein      |
| Venus Optics         | Laowa 7.5mm f/2                                      | 7,5                   | 2,0                     | nein           | nein             | nein      |
| Veydra               | M4/3 Mini Prime 12 mm T2.2                           | 12                    | 2,2                     | nein           | nein             | nein      |
| Veydra               | M4/3 Mini Prime 16 mm T2.2                           | 16                    | 2,2                     | nein           | nein             | nein      |
| Veydra               | M4/3 Mini Prime 25 mm T2.2                           | 25                    | 2,2                     | nein           | nein             | nein      |
| Veydra               | M4/3 Mini Prime 35 mm T2.2                           | 35                    | 2,2                     | nein           | nein             | nein      |
| Veydra               | M4/3 Mini Prime 50 mm T2.2                           | 50                    | 2,2                     | nein           | nein             | nein      |
| Veydra               | M4/3 Mini Prime 85 mm T2.2                           | 85                    | 2,2                     | nein           | nein             | nein      |
| Voigtländer          | Voigtländer Nokton 10.5 mm f/0.95                    | 10,5                  | 0,95                    | nein           | nein             | nein      |
| Voigtländer          | Voigtländer Nokton 17.5 mm f/0.95                    | 17,5                  | 0,95                    | nein           | nein             | nein      |
| Voigtländer          | Voigtländer Nokton 25 mm f/0.95                      | 25                    | 0,95                    | nein           | nein             | nein      |
| Voigtländer          | Voigtländer Super Nokton 29 mm f/0.8                 | 29                    | 0,8                     | nein           | nein             | nein      |
| Voigtländer          | Voigtländer Nokton 42.5 mm f/0.95                    | 42,5                  | 0,95                    | nein           | nein             | nein      |
| Voigtländer          | Voigtländer Nokton 60 mm f/0.95                      | 60                    | 0,95                    | nein           | nein             | nein      |
| Wanderlust           | Pinwide (Lochobjektiv)                               | 11                    | 128                     | nein           | nein             | nein      |
| YI Technology        | XiaoYI 42.5 mm f/1.8                                 | 42,5                  | 1,8                     | ja             | nein             | ja        |
| ZY Optics            | Mitakon 20 mm f/2 4.5x Super Macro Lens              | 20                    | 2,0                     | ja             | nein             | nein      |
| ZY Optics            | Mitakon 24 mm f/1.7 Lens                             | 24                    | 1,7                     | nein           | nein             | nein      |
| ZY Optics            | Mitakon 25 mm f/0.95 Lens                            | 25                    | 0,95                    | nein           | nein             | nein      |
| ZY Optics            | Mitakon 35 mm f/0.95 Lens                            | 35                    | 0,95                    | nein           | nein             | nein      |
| ZY Optics            | Mitakon 42.5 mm f/1.2                                | 42,5                  | 1,2                     | nein           | nein             | nein      |

### Zoomobjektive

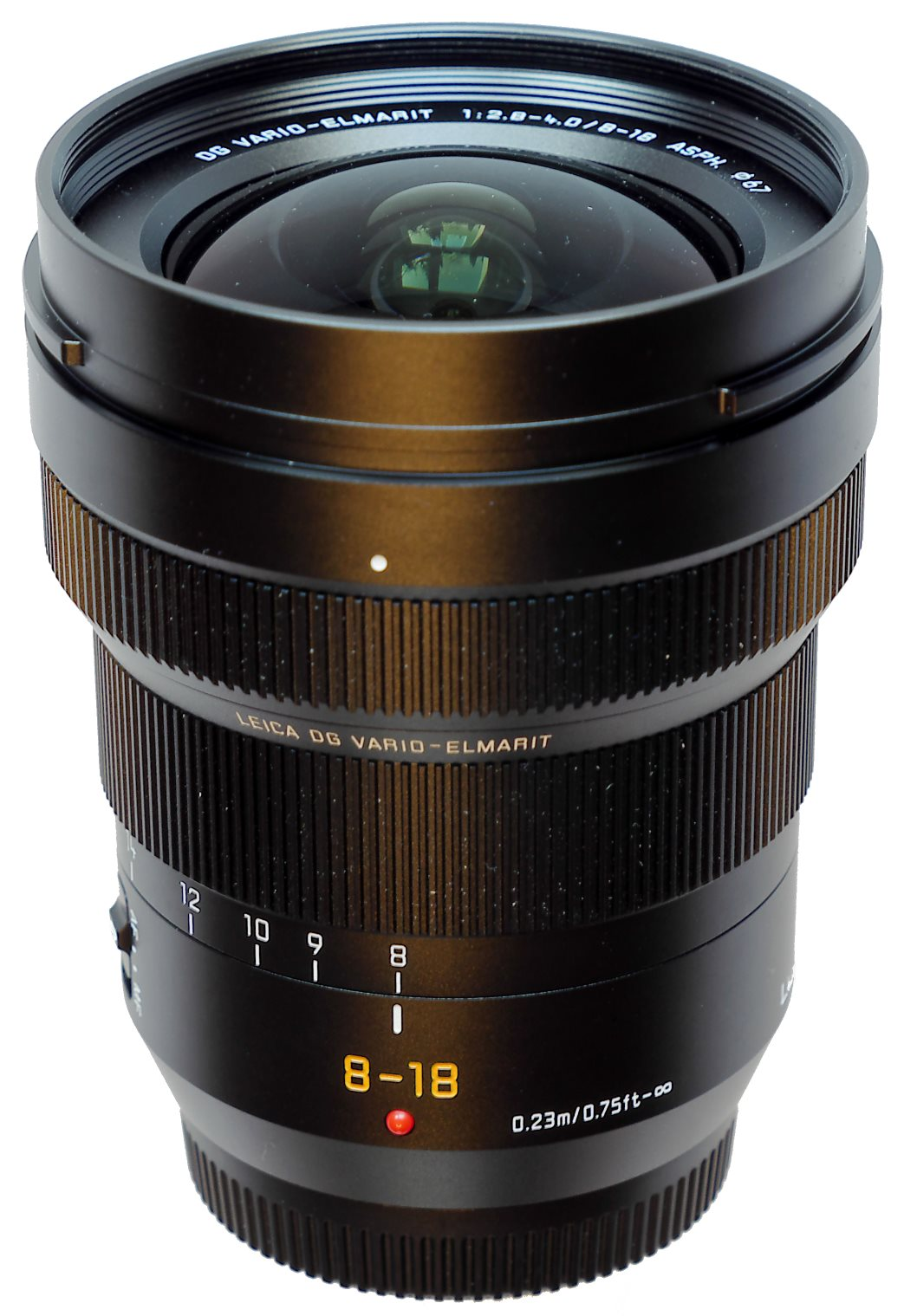
Durch automatische Kompensation weitgehend verzeichnungsfreies Zoomobjektiv im Ultraweitwinkelbereich mit einem effektiven Brennweitenbereich von 8 bis 18 Millimeter
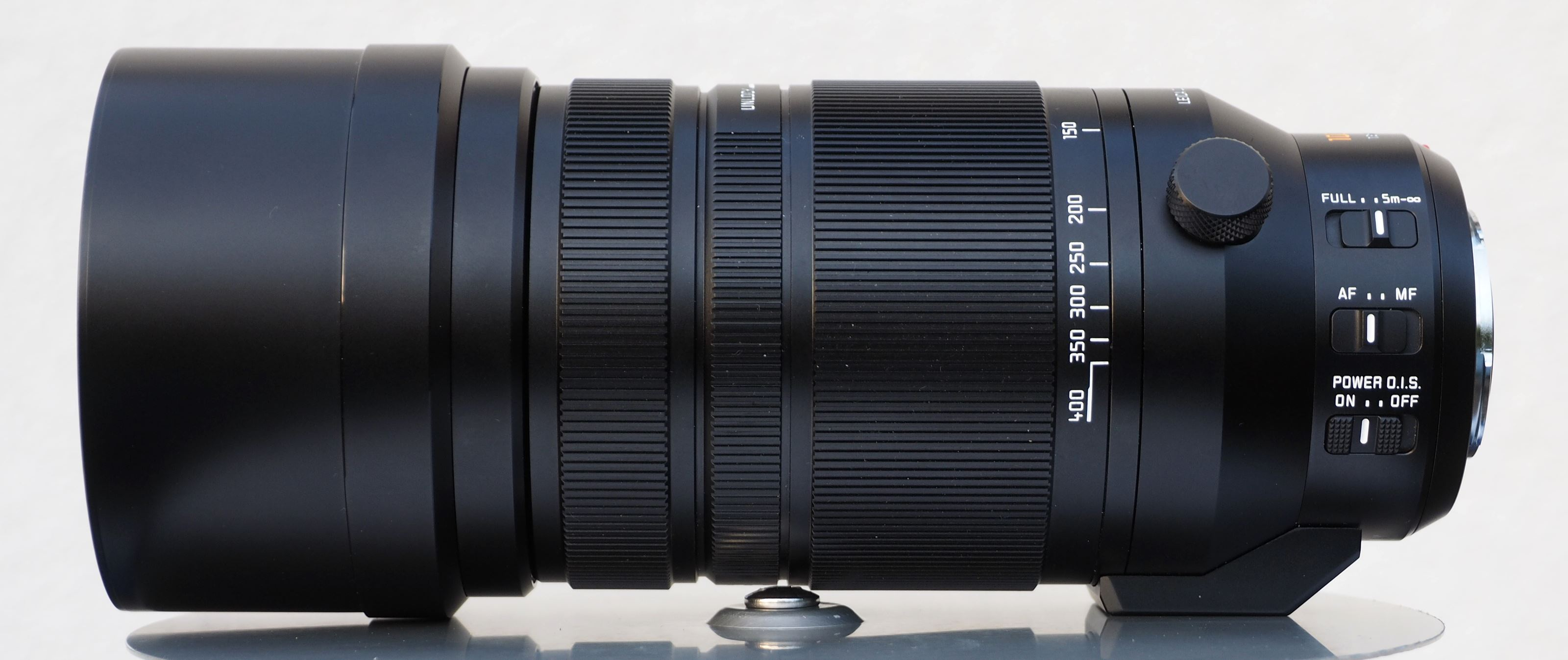
Telezoomobjektiv Leica DG Vario-Elmar 100–400 mm f/4,0–6,3

| Marke                | Zoom- objektiv                                                | Anfangs- brenn- weite Milli- meter | End- brenn- weite Milli- meter | Zoom- faktor | Licht- stärke Anfangs- brenn- weite | Licht- stärke End- brenn- weite | Makro- objektiv | Bild- stabili- sator | Auto- fokus | Motor- zoom |
| -------------------- | ------------------------------------------------------------- | ---------------------------------- | ------------------------------ | ------------ | ----------------------------------- | ------------------------------- | --------------- | -------------------- | ----------- | ----------- |
| Carl Zeiss           | Compact Zoom CZ.2 70–200 mm/T2.9                              | 70                                 | 200                            | 2,86         | 2,9                                 | 2,9                             | nein            | nein                 | nein        | nein        |
| Kodak                | Pixpro SZ ED 12–45 mm f/3,5–6,3                               | 12                                 | 45                             | 3,75         | 3,5                                 | 6,3                             | nein            | nein                 | ja          | nein        |
| Kodak                | Pixpro SZ ED 42,5-160 mm f/3,9-5,9                            | 42,5                               | 160                            | 3,76         | 3,9                                 | 5,9                             | nein            | nein                 | ja          | nein        |
| Olympus              | M.Zuiko Digital ED 7–14mm f/2,8 Pro                           | 7                                  | 14                             | 2,00         | 2,8                                 | 2,8                             | nein            | nein                 | ja          | nein        |
| Olympus              | M.Zuiko Digital ED 8‑25mm F4.0 Pro                            | 8                                  | 25                             | 3,125        | 4                                   | 4                               | nein            | nein                 | ja          | nein        |
| Olympus              | M.Zuiko Digital ED 9–18 mm f/4,0–5,6                          | 9                                  | 18                             | 2,0          | 4,0                                 | 5,6                             | nein            | nein                 | ja          | nein        |
| Olympus              | M.Zuiko Digital ED 12–40 mm f/2.8 Pro                         | 12                                 | 40                             | 3,3          | 2,8                                 | 2,8                             | nein            | nein                 | ja          | nein        |
| Olympus              | M.Zuiko Digital ED 12–50 mm f/3,5–6,3 EZ PowerZoom            | 12                                 | 50                             | 4,2          | 3,5                                 | 6,3                             | ja              | nein                 | ja          | ja          |
| Olympus              | M.Zuiko Digital ED 12–100 mm f/4.0 IS Pro                     | 12                                 | 100                            | 8,3          | 4,0                                 | 4,0                             | ja              | ja                   | ja          | nein        |
| Olympus              | M.Zuiko Digital ED 12–200 mm f/3.5–6.3                        | 12                                 | 200                            | 16,7         | 3,5                                 | 6,3                             | ja              | nein                 | ja          | nein        |
| Olympus              | M.Zuiko Digital ED 14–42 mm f/3,5–5,6                         | 14                                 | 42                             | 3,0          | 3,5                                 | 5,6                             | nein            | nein                 | ja          | nein        |
| Olympus              | M.Zuiko Digital ED 14–42 mm f/3,5–5,6 L                       | 14                                 | 42                             | 3,0          | 3,5                                 | 5,6                             | nein            | nein                 | ja          | nein        |
| Olympus              | M.Zuiko Digital MSC 14–42 mm f/3,5–5,6 II MSC                 | 14                                 | 42                             | 3,0          | 3,5                                 | 5,6                             | nein            | nein                 | ja          | nein        |
| Olympus              | M.Zuiko Digital MSC 14–42 mm f/3,5–5,6 II R MSC               | 14                                 | 42                             | 3,0          | 3,5                                 | 5,6                             | nein            | nein                 | ja          | nein        |
| Olympus              | M.Zuiko Digital ED 14–150 mm f/4–5,6 AF                       | 14                                 | 150                            | 10,7         | 4,0                                 | 5,6                             | nein            | nein                 | ja          | nein        |
| Olympus              | M.Zuiko Digital ED 40–150 mm f/2.8 Pro                        | 40                                 | 150                            | 3,75         | 2,8                                 | 2,8                             | nein            | nein                 | ja          | nein        |
| Olympus              | M.Zuiko Digital ED 40–150 mm f/4.0–5.6                        | 40                                 | 150                            | 3,75         | 4,0                                 | 5,6                             | nein            | nein                 | ja          | nein        |
| Olympus              | M.Zuiko Digital ED 75–300 mm f/4.8–6.7                        | 75                                 | 300                            | 4,0          | 4,8                                 | 6,7                             | nein            | nein                 | ja          | nein        |
| Olympus              | M.Zuiko Digital ED 100–400 mm f/5.0–6.3 IS                    | 100                                | 400                            | 4,0          | 5,0                                 | 6,3                             | nein            | ja                   | ja          | nein        |
| Olympus              | M.Zuiko 150–400 mm f/4.5 TC1.25x IS Pro                       | 150                                | 400                            | 2,7          | 4,5                                 | 4,5                             | nein            | ja                   | ja          | nein        |
| OM Digital Solutions | M.Zuiko Digital ED 12–40 mm f/2.8 PRO II                      | 12                                 | 40                             | 3,3          | 2,8                                 | 2,8                             | nein            | nein                 | ja          | nein        |
| OM Digital Solutions | M.Zuiko Digital ED 40‑150 mm F4.0 PRO                         | 40                                 | 150                            | 3,75         | 4,0                                 | 4,0                             | nein            | nein                 | ja          | nein        |
| OM Digital Solutions | M.Zuiko Digital ED 150‑600 mm F5.0-6.3 IS                     | 150                                | 600                            | 4,0          | 5,0                                 | 6,3                             | ja              | ja                   | ja          | nein        |
| Panasonic            | Lumix G Vario 7–14 mm f/4.0                                   | 7                                  | 14                             | 2,0          | 4,0                                 | 4,0                             | nein            | nein                 | ja          | nein        |
| Panasonic            | Leica DG Vario-Elmarit 8–18 mm f/2.8–4.0                      | 8                                  | 18                             | 2,25         | 2,8                                 | 4,0                             | nein            | nein                 | ja          | nein        |
| Panasonic            | Leica DG Vario-Summilux 10–25 mm f/1.7 Asph.                  | 10                                 | 25                             | 2,5          | 1,7                                 | 1,7                             | nein            | nein                 | ja          | nein        |
| Panasonic            | Lumix G Vario 12–32 mm f/3.5–5.6 Asph. Mega O.I.S.            | 12                                 | 32                             | 2,7          | 3,5                                 | 5,6                             | nein            | ja                   | ja          | nein        |
| Panasonic            | Lumix G X Vario 12–35 mm f/2.8 Asph. Power O.I.S.             | 12                                 | 35                             | 2,9          | 2,8                                 | 2,8                             | nein            | ja                   | ja          | nein        |
| Panasonic            | Leica DG Vario-Elmarit 12–60 mm f/2.8–4.0                     | 12                                 | 60                             | 5,0          | 2,8                                 | 4,0                             | nein            | ja                   | ja          | nein        |
| Panasonic            | Lumix G Vario 12–60 mm f/3.5-5.6 Asph. Power O.I.S.           | 12                                 | 60                             | 5,0          | 3,5                                 | 5,6                             | nein            | ja                   | ja          | nein        |
| Panasonic            | Lumix G Vario 14–42 mm f/3.5–5.6 Asph. O.I.S.                 | 14                                 | 42                             | 3,0          | 3,5                                 | 5,6                             | nein            | ja                   | ja          | nein        |
| Panasonic            | Lumix G Vario 14–42 mm f/3.5–5.6 II Asph. Mega O.I.S.         | 14                                 | 42                             | 3,0          | 3,5                                 | 5,6                             | nein            | ja                   | ja          | nein        |
| Panasonic            | Lumix G X Vario PZ 14–42 mm f/3.5–5.6 Asph. Power O.I.S.      | 14                                 | 42                             | 3,0          | 3,5                                 | 5,6                             | nein            | ja                   | ja          | ja          |
| Panasonic            | Lumix G Vario 14–45 mm f/3.5–5.6 O.I.S.                       | 14                                 | 45                             | 3,2          | 3,5                                 | 5,6                             | nein            | ja                   | ja          | nein        |
| Panasonic            | Lumix G Vario 14–140 mm f/3.5–5.6 Asph. Power O.I.S.          | 14                                 | 140                            | 10,0         | 3,5                                 | 5,6                             | nein            | ja                   | ja          | nein        |
| Panasonic            | Lumix G Vario HD 14–140 mm f/4.0–5.8 O.I.S.                   | 14                                 | 140                            | 10,0         | 4,0                                 | 5,8                             | nein            | ja                   | ja          | nein        |
| Panasonic            | Leica DG Vario-Summilux 25–50 mm f/1.7                        | 25                                 | 50                             | 2,0          | 1,7                                 | 1,7                             | nein            | nein                 | ja          | nein        |
| Panasonic            | Lumix G X Vario 35–100 mm f/2.8 Power O.I.S.                  | 35                                 | 100                            | 2,9          | 2,8                                 | 2,8                             | nein            | ja                   | ja          | nein        |
| Panasonic            | Lumix G Vario 35–100 mm f/4.0-5.6 Asph. Mega O.I.S.           | 35                                 | 100                            | 2,9          | 4,0                                 | 5,6                             | nein            | ja                   | ja          | nein        |
| Panasonic            | Lumix G Vario 45–150 mm f/4.0–5.6 Asph. Mega O.I.S.           | 45                                 | 150                            | 3,3          | 4,0                                 | 5,6                             | nein            | ja                   | ja          | nein        |
| Panasonic            | Lumix G X Vario PZ 45–175 mm f/4.0–5.6 Asph. Power O.I.S.     | 45                                 | 175                            | 3,9          | 4,0                                 | 5,6                             | nein            | ja                   | ja          | ja          |
| Panasonic            | Lumix G Vario 45–200 mm f/4.0–5.6 Mega O.I.S.                 | 45                                 | 200                            | 4,4          | 4,0                                 | 5,6                             | nein            | ja                   | ja          | nein        |
| Panasonic            | Leica DG Vario-Elmarit 50–200 mm f/2.8–4.0 Asph. Power O.I.S. | 50                                 | 200                            | 4,0          | 2,8                                 | 4,0                             | nein            | ja                   | ja          | nein        |
| Panasonic            | Lumix G Vario 100–300 mm f/4.0–5.6 Mega O.I.S.                | 100                                | 300                            | 3,0          | 4,0                                 | 5,6                             | nein            | ja                   | ja          | nein        |
| Panasonic            | Leica DG Vario-Elmar 100–400 mm f/4–6.3 Asph. Power O.I.S.    | 100                                | 400                            | 4,0          | 4,0                                 | 6,3                             | ja              | ja                   | ja          | nein        |
| SLR Magic            | Monster Lens II 12–36×50 ED Spotting Scope                    | 420                                | 1260                           | 3,0          | keine Angabe                        | keine Angabe                    | nein            | nein                 | nein        | nein        |
| Tamron               | 14–150 mm f/3,5–5,8 Di III                                    | 14                                 | 150                            | 10,7         | 3,5                                 | 5,8                             | nein            | nein                 | ja          | nein        |
| YI Technology        | XiaoYI 12–40 mm f/3.5–5.6                                     | 12                                 | 40                             | 3,3          | 3,5                                 | 5,6                             | nein            | nein                 | ja          | nein        |

## Konverter und Adapter

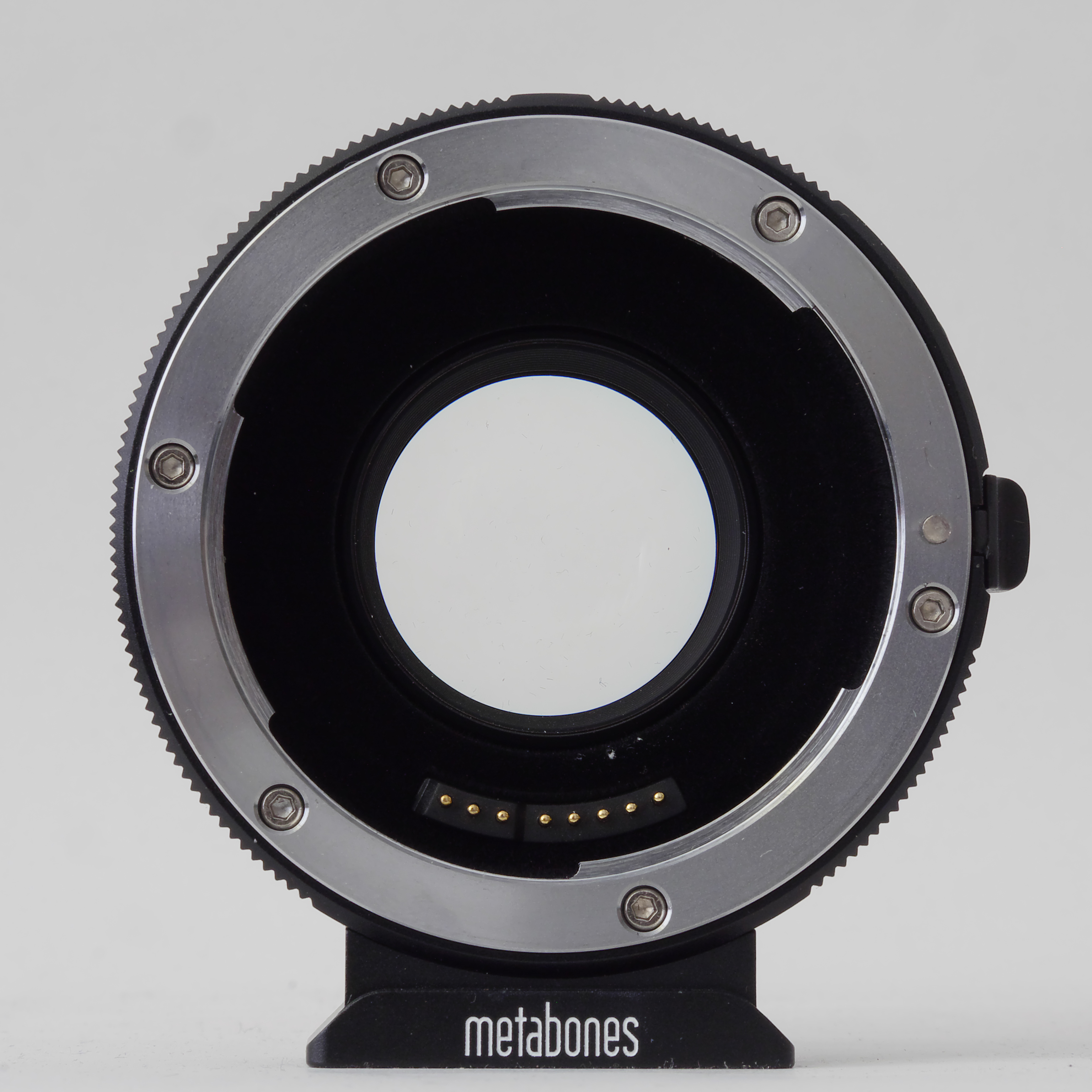
Digitaler Telekompressor für Canon-EF-Objektive mit dem Verkürzungsfaktor 0,64

Mit Tele- und Weitwinkelkonvertern kann die Brennweite von gegebenen Objektiven verlängert beziehungsweise verkürzt werden, und mit diversen Adaptern können Objektive mit Objektivgewinden oder anderen Bajonetten auf das Micro-Four-Thirds-Bajonett angepasst werden. Mit vorgesetzten Nahlinsen können Objektive makrotauglich gemacht werden. Darüber hinaus gibt es für Farbfehler optisch korrigierte Adapter, mit denen Spektive an das Kameragehäuse angeschlossen werden können.
Da das Micro-Four-Thirds-System einen Bildkreis hat, der nur halb so groß ist wie das beim Kleinbildformat, und das Auflagemaß so gering ist, können mit Adaptern, die Verschiebevorrichtungen haben, herkömmliche für den Kleinbildfilm gebaute Objektive für die Shift-Fotografie eingesetzt werden.
Zwischenringe ermöglichen eine geringere Naheinstellgrenze und somit einen größeren Abbildungsmaßstab. Mit einem automatischen Umkehradapter mit Balgengerät können Objektive des Kamerasystems unter Beibehaltung der Funktionen in Retrostellung verwendet werden, um einen großen Abbildungsmaßstab zu erwirken.
| Marke           | Konverter und Adapter |
| --------------- | --- |
| Commlite        | CM-FT-MFT für Four-Thirds-Objektive, CM-AEF-MFT und CM-AEF-MFT (Booster) für Canon-EF-Objektive mit Autofokus |
| Fotodiox        | Pro Shift, Arri PL, C-Mount |
| Kenko           | DG Extension Tube Set 10 / 16 mm (Zwischenringe) Horseman TS-Pro Tilt/Shift Lens Control System |
| Metabones       | Canon EF (S, 0,71x, 0,64x), Canon FD, Contarex, Contax / Yashica, Leica R, Minolta MD, Nikon G (0,71x und 0,64x), Olympus OM, Rollei QBM – Speed Booster                                                                            |
| Novoflex        | Canon FD, Contax, Exacta 66, Hasselblad, Leica M, Leica R, M39, M42, Mamiya 645, Minolta AF, Minolta MD, Nikon F, Olympus OM, P6, Pentax 6x7, Pentax K, Phase One, SONY alpha (A-Bajonett), T2, Yashica                             |
| Olympus         | Adapter mit Einschränkungen1 für Olympus OM, Leica M, Leica R, Canon FD, Pentax K, Minolta MD/MC, Nikon, Sony/Minolta AF, Contax/Yashica, Tamron Adaptall, M42, T2 MMF-3: Adapter mit allen Funktionen für Four-Thirds-Standard     |
| Panasonic       | Bajonett-Adapter DMW : MA1 für Four Thirds, MA2 für Leica M, MA3 für Leica R DMW-GMC1: Lumix G Makro-Konverter DMW-GFC1: Lumix G Fisheye-Konverter DMW-GWC1: Lumix G Weitwinkel-Konverter 0,79x DMW-GTC1: Lumix G Tele-Konverter 2x |
| Swarovski Optik | TLS APO 23 mm Apochromat Telefoto Lens System für Spektive: für ATX /STX für ATS / STS / ATM / STM / STR |

1 ohne Programmautomatik und Autofokus, mit Belichtungsmessung (Arbeitsblendenmessung/Zeitautomatik)